# Бурятские этносы, племена и роды
Бурятские племена — этнические группы, участвовавшие в этногенезе бурятского народа, также выделяемые некоторыми в его составе по настоящее время и традиционно называемые племенами.
В первой половине прошлого века в среде бурятских историков сложилось убеждение, что в формировании бурятского народа, происходившего после присоединения к России, участвовали только три племени: булагаты, хори-буряты (хоринцы) и эхириты. В последующем к этим племенам были присоединены хонгодоры, изначально считавшиеся обуряченными монголами или частью булагатов. В то же время советские этнографы в составе бурят на момент присоединения к России выделяли намного больше монголоязычных племён: шошолоки, ашибагаты, готолы, батлай, сэгэнуты, тэртэ, шарануты, алагуй, икинаты, табангуты, сонголы, сартулы, хатагины, атаганы, узоны и др.

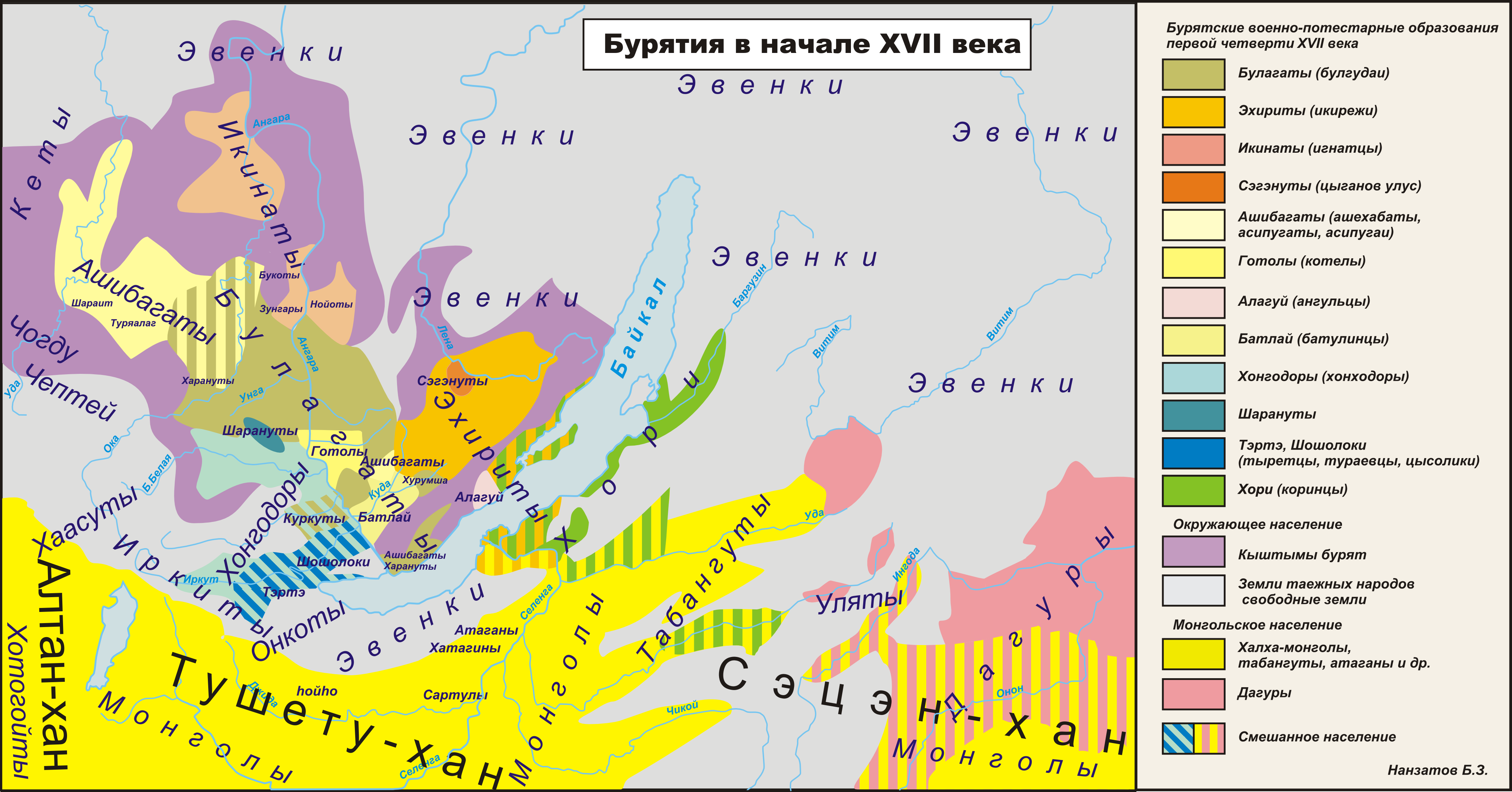
Этнические группы бурят в начале XVII века

## Термины, обозначающие племя и род
В бурятском языке отсутствуют общие установившиеся термины для обозначения рода и племени. Так, в западных диалектах род обозначается словом яһан — «кость». На административном языке зачастую род называли отог — «стойбище, стоянка», отсюда слово отоглохо — «жить на одном месте, обосноваться на определённом месте». Также распространены термины омог или обог, аймак. Все вышеописанные термины имеют аналоги также и у халха-монголов.
После присоединения земель населённых предками бурят к Российскому государству, так называемый, род стал основной единицей администрирования вплоть до XX века. Изначально роды входили в Степные конторы, позже в Степные думы, которые в конце концов были упразднены, а роды были переданы в ведомство инородческих управ.

## Бурятские племена и роды
К основным бурятским племенам традиционно относят булагатов, хонгодоров, хори-бурят и эхиритов. Кроме них некоторые исследователи выделяют и другие племена, которые у бурят в свою очередь делятся на роды.
Процентное соотношение бурятских племён в начале XVII века (в 1630-е годы) выглядело следующим образом: булагаты (32 %), хоринцы (24 %), эхириты (14 %), хонгодоры (7 %), выходцы из Халха-Монголии, в основном табангуты (23 %). Численность в 1897 г. составляло 288,7 тыс. чел (в т. ч. хоринцы — 31 %, булагаты — 27 %, эхириты — 10 %, хонгодоры — 6,5 %, сартулы, цонголы и др. потомки выходцев из Монголии — 15,7 %, смешанные группы — 9,8 %). Ряд исследователей считает крупнейшим племенем у бурят булагатов.

### Андагай
Андагай (подгородный род) — один из родов селенгинских бурят, входивших в состав крыла «баруун найман». Являются потомками выходцев из Монголии. Основатель рода Андагай являлся представителем древнего монгольского рода горлос (хурлад). Его отец имел титул киа-тайджи и был приближенным монгольского Тушэту-хана.
Изначально Андагай и его подданные входили в состав Атаганского рода джидинских бурят. После образования Подгородного рода они перекочевали из устья Ичетуя на реку Темник. В Подгородном роде были сосредоточены представители более двадцати различных костей. Известно, что сами Андагаевы были представителями рода горлос (хурлад). По женской линии Андагаевы восходили к чахарам. Также в составе рода были представители кости урянхай.
Представители рода андгай проживают в Монголии. Носители родовой фамилии андгай зарегистрированы в Улан-Баторе и аймаках Завхан, Дархан-Уул, Говь-Сумбэр, Архангай.

### Атаганы
Атаганы — бурятское племя, проживающее на юге Бурятии на территории Селенгинского, Джидинского и Иволгинского районов. Атаганы относят себя к кости суусагай, предки которых вышли из Монголии. В составе рода, кроме собственно атаганов, имеются, с одной стороны, монгольские этнические группы: урянхай, кхухыт, хотогту (хутагт), хиргит, чжунчен (жунжэн, джунджэн), дамарин, бани и алатай, харчит, чонот, а с другой — выходцы из числа западных бурятских родов: шарайд, хэнгэлдэр (хэнгэлдыр, сэнгэлдыр), олзон (ользон), шоно (чонад), абаганад, буин. Атаганы Иволгинского аймака представлены ветвью тубшэнтэн. Среди сонголов Монголии упоминается род атаган сонгоол.
Атаганы ранее подразделялись на два административных рода: I и II атаганов. I атаганов административный род включал пять десятков: дабхурский, тасурхаевский, ходагинский, дырестуйский, джидинский; II атаганов род включал ацайский десяток.
По материнской линии атаганы подразделяются на три группы, одна из которых произошла от Хобадо, другая — от Ататы и третья — от Зук-угэя. В Монголии проживают носители родовых фамилий атаган, атаган сонгоол, атаган цонгоол.

### Ашибагаты
Самым западным этнополитическим союзом были ашибагаты. Места их традиционного расселения простираются до реки Бирюсы на западе, по среднему течению Уды (Чуны), долине Ии, на востоке — в долине Оки в её среднем течении. В настоящее время ашибагаты также проживают в районах Усть-Ордынского Бурятского округа и на территории селенгинской долины в Бурятии. В составе большого племени ашибагатов значатся такие роды, как ашибагад (ашабагад, ашебагад, ашехабад), шарад, тэртэ, а также все остальные роды нижнеудинских бурят: тумэшэ, кулмэнгэ (хулмэнгэ), мальжираг, туряалаг (вкл. унхатуряалаг), кхоршон, кара коршон, саган коршон, янта коршон, котоб, барунгар, якта, бэбри, кхотомуд, кхурдуд (хурдуд), кара-дархан (ко-дархан), саган тинса, кара тинса, бакан, бурхан шубун, шуртос. Также в числе примкнувших к ашибагатам упоминаются следующие ветви (уруки, ураки): нохой ураг, буруу ураг, бархуун ураг, бахидал ураг, бурхан ураг, сагаа ураг, зоригто ураг. В составе административного рода балаганских ашибагатов отмечены роды хотогойд и хонхирад. В составе хамниганского рода мунгал значится подразделение асивагат.
Селенгинские ашибагаты. В составе крупного ашибагатского рода на территории селенгинской долины, кроме самих ашибагатов, значатся другие роды урянхай, табангуд, хатагин, арбанад, солон. Упоминаются следующие роды: цоргил (соргил-абатай), алцутха, байдал, тэлэгун, галзуд, хэнцэх, бэбэлэг, бухари, тайшиуд, шири, байдан, ахайн (ахан-фунзан), боготул, гозум. Также есть роды булагатского происхождения: буин, бумал; эхиритского происхождения: абзай, шоно (чонод); хонгодоры. 
В состав административного рода ашибагатов в составе Селенгинской степной думы входили следующие десятки: Кударинский, Шазагайский, Усть-Тамирский, Торминский, Ара-Киретский, Дужойский, Саганов, Жиндоконский.
Ашибагаты Монголии. На территории Селенгинского аймака Монголии проживают представители родов: ач абгад, ашибагад. Потомки ашибагатов, проживающие на территориях Хубсугульского, Забханского, Архангайского, Булганского, Центрального аймаков Монголии, ныне являются носителями этнонима хариад. Этноним ашибагад у хариадов был трансформирован. Носители разбили этноним на его составляющие, появились ач хариад, авга хариад, также появились чисто географические деления: баруун хариад (западные хариады), зуун хариад (восточные хариады), дунд хариад (средние хариады). Также в составе хариадов значится род сахлаг цагаан хариад. Среди сонголов упоминаются роды: ашаавгад сонгоол (ашибагад сонгоол), сорьёл-ашебагат, буин-ашебагат.
В Монголии зарегистрированы носители следующих родовых фамилий: ашавгад, ачавга, ачавгад, ачвагад, ашаавгад, ашавга, ашавагад, ашавга, ашибагад, ашивгад.

### Баргуты
Баргуты — потомки средневековых байырку. Вместе с племенами хори-туматов, булагачинов и кэрэмучинов составляли основное население страны Баргуджин-Токум. В настоящее время баргуты проживают на территории городского округа Хулун-Буир во Внутренней Монголии КНР, а также в Монголии на территории аймака Дорнод.
В составе баргутов выделяются этнические группы хучин-барга («старые барга», «чипчины») и шинэ-барга («новые барга»).
Старые баргуты проживают на территории хошуна Чэнь-Барга-Ци («Знамя старых баргутов»). В состав старых баргутов входят следующие роды: эрегэн (ырээгэн, эрээгэн, эрэгэн), шарнуд (шарнууд), хурлад (хурлаад), шившин (шибшин, чивчин), гавшуд (гавшууд, габшууд), товшуд, хашенуд (хашнууд, хашинууд), хартул, дулгачин (дуулгачин, дуулхшан, тулгачин), бажиндар, жэлхмэг (джилхэмэг, зэлхмэг), урянхан (уряанха, урианхай), улят (улиад), харануд (харнууд), шимшид, болингуд (булингууд, бүлээнгүүд, булангир), хубтул (хүвтүүл, хүвтүүд), гуйлгэчин (хүйлгэчин), ориёгон, байжинтал (байшин тав), жалханы, хагшууд, хавчид, хөвчир, булгачин.
Большинство старобаргутских родов, в свою очередь, внутри подразделяются на патронимические группы, обозначаемые маньчжурским термином мохон, названиями которых являются имена или прозвища их реально живших предков. Например, род хурлат распадается на следующие мохоны: 1) хун хурлат, 2) долоотон хурлат (долотон хурлат), 3) хонитон хурлат, 4) баян хурлат, 5) үхэртэн хурлат, 6) хагархай хурлат (хагархайн хурлат), 7) хүндэлэнэй хурлат, 8) yбэрэй хурлат, 9) арайн хурлат, 10) хэсэг хурлат, 11) шаваровооны хурлат, 12) бyyлюуртын хурлат, 13) могойтын хурлат, 14) хээгын хурлат (хуйин хурлат). В состав рода эрегэн входит пять мохонов: цаган адутай эрегэн, хох адутай эрегэн, алаг адутай эрегэн, найман тогурагатай эрегэн, арбан нэгын эрегэн. Шарануты состоят из семи патронимических групп: толин шаранут, хара хушуны шаранут, хундэлэнэй шаранут, хажины шаранут, хагархай обоны шаранут, могойтын шаранут, ногон хабсагайтын шаранут.
В состав новых баргутов входят роды хухэ хайтал, отогтон (отготон), худай, хуасай, галзууд, шарайд, хальбин (халвин, халбин), гучит, цагаан, бодонгууд, уряанхай, табунтанг, боргил, цоохор (цохор), хурлат, оримос (оримсуу), сагаадай (цагаадай), хуухир (хоохир) сагаадай, тумэршин, алагуй, харан, хухэнууд, узоон (үзээн), сагаан ууpaг (цагаан ураг), донгойд, номочин, жоргоон (жорон), хангин, абагагуул, юншээбуу, дааритан, хахчууд, хадагтай, чахар, ехэ зон, уляат, хуйслэх.
Шинэ-Барга-Юци. В составе новых баргутов хошуна Шинэ-Барга-Юци («Правое знамя новых баргутов») отмечены роды: галзууд, хуасай, хөвдүүд (хубдууд, хүвгүүд, хүвдүүд), гучид (гочид), шарайд, харгана, худай, бодонгууд, хальбин, цагаан, батнай, баатууд (багатуд, баатад), цагаан ураг, хүйцлэг (хуйслэх, хүйслэг, күйслэг), хурлаад, үзөөн (узоон, өзөөн), сартуул, хагшууд (хахчууд, хагчууд), хүтгээд, харзал, сахираад, тавнангууд (тавнан), цээлхан, юншээбуу (еөншөөбүү), жоорон, улиад (уляат), сээхэр, хорчид, ихжүн, болойнзон, жооргон, шарнууд, урианхай (уряанхай), эмэгнүүд, манклиг, хонтон, авхан, сээрчин, эрэгэн, сээзэнгүүд, далангууд, чочолиг, эзэд (эсэд), хөх хайтал, одонгууд, боргил, цоохор, хорлад, чибчин, бажиндар, оримос цагаадай, хобхир цагаадай, төмөрчин, алагуй (алгуй), харангууд (харанхууд), хөхнүүд, халхин, хашинууд (хашнууд), цагаан өргөө (цагаан өрөө), тонгойд, номчин (нумчин), хангин, авгачууд (авгашуул, авгачуул), дайртан, хатагтай, цахар, их зон (ехэ зон).
Шинэ-Барга-Цзоци. В составе новых баргутов хошуна Шинэ-Барга-Цзоци («Левое знамя новых баргутов») отмечены роды: харгана, юншээбуу (еншөөбүү, еншөөв), юнжигээбуд (юнжигөбүүд), хөвдүүд (хубдууд), шарайд, галзууд, авагчууд, хангин, тавнан (тавнангууд), үзөөн (узоон, өзөөн), хүйтлэг (хуалан, хүйцлэг, хүй алаг), хорчид (хорчууд), бодонгууд, жооргон, дайртан (дардан, даарьтан, даартан), хатигин, сээзэнгүүд (сээжингүүд, сээжин, цээжин), цагаан ураг, хуасай, сээрчин, сээхир (сээхэр), алгуй, мүсөлөн (мөсөлөн), улиад (уляат), номчин (нумчин), хагшууд, чонод, гучид, худай, халбин (хальбин), батнай, саганууд (цагаан), баатууд (багатуд, баатад), хурлаад, сартуул, хүтгээд, харзал, сахираад, зайлхан, жоорон (жорон), их зон (ехэ зон), шарнууд, урианхан, болойнзон, эмгэнүүд (эмэгнүүд), манхилиг (манхилаг, манклиг), хонтон, абхан (авхан), эрээгэн, хуалан, сүүжин.
В составе баргутов также упоминаются следующие родовые названия: залтууд (джалтод), гачид, гүжиан, алтчин, хайтал, халгин, хашигнар, хадаасан, хошууд, хүдхид, туваачууд, цоцлог, занжхан, жалайр. В Монголии кроме барга (баргад, баргас) зарегистрированы следующие баргутские ветви: баргуджин, баргуты-дархаты, дагуур барга, чавчин барга (чибчин барга), солоон барга, ухэр барга, хунтан барга, баргамууд, баргачуул нар, баргачууд (баргучуул), харгана, сөөхэр, джорон, галзууд, үзөөн, хувдууд (хүвгүүд), шарайд, джалаир, хуасай, авгачуул (авгашуул), гушид, хуйслэг (күйслэг), худай, хурлат, хагшууд, хангин, сээжин, жоргоон, дайртан, еншөөв, цагаан ураг, улиад, бодонгууд, номчин (нумчин), алгуй, хонтой, халвин, авхан, гүжиан, сээрчин.

### Булагаты
В булагатское племя входят следующие роды: алагуй, абаганад, ата, ашабагад (ашибагад), бабай, батлай, боза (бозо, бозой), боролдой, бубай, буин, булса, булуд, бурлай, бумал (буумал), готол, далхай (боржигон далахай), дурлай, икинад, мандалхай, мунхэлэй, муруй, ноёд, обогон, олой, олзой, онгой, онхотой, осогор, отонхой (отоонхой), саган, харануд (харанууд), хогой, холтубай, хулмэнгэн (кульмет), хурамша (вкл. харал-хурамша), хурхуд, хухурдой (хухэрдэй), шаралдай, эрхидэй (ирхидэй), янгуд (енгуд), барай, хойбо, бужидай, бузган, тоглогор, борой. В числе примкнувших к булагатам упоминаются роды: манхалюд (манхолюд, мунхалюд), зомод (замод), сэгэн, хордуд (хурдуд), хулдад, обондой.
Устная традиция булагатов возводит их родословную к легендарному первопредку Буха-нойону, чьим сыном был Булагат, от которого произошло племя. Промежуточное положение между Булагатом и родовыми предками занимают сыновья Булагата: Булган-хара и Бузган-хара, а также его внук, сын Булган-хара, Тугалак. Имена данных генеалогических предков не скрывают этнонимов, но важны, потому что являются связующим звеном между племенными и родовыми этнонимами в генеалогических таблицах.
Роды делятся на подроды или кости. В составе булагатских родов известны следующие ветви:
Абаганад: I, II, III и IV абаганатские роды.
Алагуй. В составе рода алагуй упоминаются подразделения: одой, хэрэй, саганаг, мэхэши; в составе селенгинского рода алагуй — бурят-алагуй, монгол, галцзот (галзут).
Ашибагад: I и II ашибагатские (ашехабатские) роды. Подробнее смотрите статью Ашибагаты.
Бабай, бубай: I, II, III и IV бабаевские (бубаевские) роды.
Бабай-хурамша. Бабай-Хурамшинский оток селенгинских бурят составляли иволгинская «десятка» бабай-хурамша, селенгинская «десятка» хурамша, жаргалантуйская «десятка» хурамша. В составе отока также упоминаются кости хаченут, зургин.
Барай: I, II и III бараевы роды.
Батлай. В состав батлаевской семерки входят ветви: бубай, олой, отонхой, бозо, хухурдой (эдыга, удгэ), харануд (мунхэлэй), шаралдай. Вместо олой и отонхой в других вариантах упоминаются нуламзан и балдай. Состав батлаевской семёрки согласно Б. З. Нанзатову: мунхэлэй (харанут), хухурдой, шаралдай, олой, отонхой, бабай, осогор.
Буин. В состав рода буин (буян) входит подрод хагдаишуул, в составе хагдаишуул отмечена ветвь баргайтан. По номерному признаку: I, II и III буиновские роды.
Бумал (буумал): аргаhан бумал, бардам бумал, арганат-буумал, готол-бумал (бумал-готол), хогой, муруй, хулмэнгэ, бухут.
Готол. В составе рода готол выделяют I, II, III и IV готольские роды. В состав рода готол входят следующие ветви (уруки, ураки): бужидай (бажидай); гергентэ ураг (гэргэнэй ураг); hархи ураг; hадай ураг; манжи ураг (манжа ураг, маанжраг); хуриган ураг; машка ураг; шаранхай ураг; монхой ураг; онтохи ураг (онтоохи урга): ухан ураг, дабагаан ураг; хохорские уруки: байдартан (байдарураг), буйдантан (буйданураг), борхоотон (борхооураг), буухяатан (буухяаураг), дандагайтан (дандагайураг), дарбитан (дарбиураг), дахатайтан (дахатайураг); харатиргенские уруки: бархиг (бархираг), бальхай, азарга, тологой, дахаан (дахан).
К числу примкнувших к готолам относят роды: аргасан (аргаhан): мондохой ураг (мондой), саган ураг; абаши (абаша); хонхо ураг; hахай ураг. Роды аргасан и абаши по отцовской линии восходят к эхиритскому роду тогто. Род хонхо также относят к эхиритам. Һахай ураг восходит к эхиритскому роду олзон.
Готол-бумал. В составе большого рода готол-бумал на территории селенгинской долины значатся следующие роды: онход, хангин, бухуд (букуд, букод), холдомой (холдумуй), соломанхи (солманхин), уута, бардам, арагусан, адушн, енгуд (енгут-бумал), муруй, хогой (хоогой), хухыт (хухуйд), хулмэнгэ.
Енгуд. Род енгуд включает I и II енгутские роды. В составе рода енгуд (янгуд) значатся следующие подразеделения: хухэнэй, аадай, габаали, обхой, убэй, янгуд-хариад (проживают в Монголии), шоотой ураг, янгаад (среди узумчинов).
Икинад: I и II икинатские роды. Подробнее смотрите статью Икинаты.
Муруй. Род муруй включает I и II муруевы роды.
Ноёд. В составе ноётов известны два подразделения: туман и зуман. По номерному признаку: I, II и III ноётские роды.
Обогони олон. В составе племенного объединения обогони олон отмечены роды: хоогой, онгой, ирхидэй, холтубай, онхотой, булуд. Род обогон включает три подрода: хогой, онгой и онхотой. Род онгой делится на I, II, III и IV онгоевы роды. В состав рода онгой входит тонхо ураг. Род онхотой включает I и II онхотоевы роды; род хогой: I и II хогоевы роды.
Олзой. Род олзой включает I и II олзоевы роды. В составе рода олзой упоминаются следующие уруки (ураки): барлактан, тиглаатан, огдоонтон, мотойтон, донойтон, худартан, малсаатан.
Харануд. Харануты, проживавшие на территории Иркутского округа, подразделялись на четыре рода: I, II, III и IV харанутские роды. Харанутами в составе Селенгинской степной думы были образованы следующие отоки: Харанутский, Селенгинский Харанутский, Селенгинский Енхорский Харанутский, Иройский Харанутский, Чикойский Харанутский.
Известны следующие родовые имена: шаралдай-харанут, шаабан-харанут, далай-харанут, хандабай-шаралдай харанут, хандабайн харанут, булагат-далай-харанут, баян-харанут, сутой-харанут, олзон-харанут, буумал-харанут, хорчит-харанут, хандагай-харанут, буин-харанут (буян-харанут), натаг-харанут, жарай-харанут, авганат-харанут, булган-харнут. Подробнее смотрите статью Харануты.
Хойбо. В составе рода хойбо выделяют следующие ветви (улусы, ураки, уруки): хаал, энхээльжэн (энжэльжин), шушуу ураг, бухэ, худөө, шанаа, матуушха ураг (матууша ураг).
Холтубай (холбутай): I, II и III холтубаевы роды.
Хулмэнгэн: I и II кульметские роды.
Хурдуд (хордуд): хара хурдуд, саган хурдуд.
Хурхуд: I и II куркутские роды.
Шаралдай. Род шаралдай делится на ветви: I и II шаралдаев. В составе рода шаралдай упоминаются следующие уруки (ураки): буубэй ураг, эдеэр ураг, маншууд ураг, мануу, зугаахан ураг, башуу ураг.
Эрхидэй. Род эрхидэй делится на I и II эрхидеевы роды. В состав рода эрхидэй входит подрод галбантан.
Булагаты в составе селенгинских бурят. В летописи «История возникновения шести селенгинских родов» упоминаются десятки, которые были объединены в отоки-роды. Булагатами в составе Селенгинской степной думы были образованы следующие отоки: Харанут, Бабай-хурамша, Буумал-Готол, Алагуй, Селенгинский Харанутский, Селенгинский Енхорский Харанутский, Иройский Харанутский, Чикойский Харанутский.
Согласно Л. Л. Абаевой, оток Харанут в составе селенгинских бурят включал шесть десятков: булагат-далай-харанут, нижнеоронгойские шаралдай-харанут, загустайские харанут, иволгинские буян, жаргалантуйские абганат, тохойские буян. В книге «Родословная иволгинских бурят» в составе данного отока упоминаются семь десятков: иволгинские шаралдай-харануты, дунда (средние) харануты, загустайские харануты, доодо (нижние) оронгойские харануты, иволгинские буяны, жаргалантуйские абагануты, тохойские буяны.
Иволгинская «десятка» бабай-хурамша, селенгинская «десятка» хурамша, жаргалантуйская «десятка» хурамша составляли Бабай-Хурамшинский оток; иволгинская десятка бумал-готолов, ангинская десятка бумал-готолов, оронгойские готол-буумал, загустайские готол-буумал, сутойские готол-буумал, зуйский десяток, няньгинский десяток составляли Бумал-Готольский оток; алагуй-иройская десятка, эбэр (убэр) инзагатуйская «десятка» составляли Алагуевский оток; также упоминаются четыре харанутских отока: Селенгинский Харанутский оток, Селенгинский Енхорский Харанутский оток, Иройский Харанутский оток, Чикойский Харанутский оток; кроме этого отдельно отмечен Ашибагатский оток.
Селенгинский Харанутский оток состоял из поколений харанут, далай-харанут, шаралдай, боян, абаганут, ша-ван, чжарай, дурбэт, хашхай ураг (один из ашибагатских ураков); Селенгинский Енхорский Харанутский оток (II Селенгинско-Харанутский оток) — харанут, абаганат; Чикойский Харанутский оток — харанут, хасама, хонгодор, хамниган, бошин, шишелок, ашбагат, боян; Иройский Харанутский оток — далай-харанут, шаралдай, дабши, а также, предположительно, булуудха.
В состав иволгинских бурят входят следующие булагатские роды: алагуй, бубай, буин, готол, хойбо, енгуд, шаралдай, ашаабагад, абаганад, харануд, хурамша. Род алагуй представлен подродом одой. Одой представлен ветвью борной (борнойтон обог). Упоминается ветвь рода харанууд — шаабан харанууд. В составе рода буин (буян, буянгууд) отмечены следующие поколения: аржагар, хомоhоожи; в составе рода бубай: олоhор; в составе рода готол: улзэй, буумал, уута; в составе рода шаралдай: хуриган, багай; в составе рода хурамша: шаатха, сабаахи; в составе рода харанууд: шархи; в составе рода хойбо: холтоши. Кроме этого в книге «Родословная иволгинских бурят» упоминаются ветви рода шаралдай-харанууд: холхоотон, hамагантан, петруутан; рода готол-буумал: ламатан, жабуутан, шаратан, пулуутан, улаантан-башкиртан; рода буян (буин): баалахан. В родословных оронгойских харанутов отмечены ветви: далайн харанууд, хандабайн харанууд, шаабан харанууд, хандабай-шаралдай харанууд.
Булагаты за пределами РФ. В Монголии проживают представители родов: алгуй, булган-харнууд, ач абгад, ашибагад, хурхууд, хурхад, хурамши, хурмаштынхан, янгуд-хариад. В составе узумчинов отмечен род янгаад. Среди сонголов Монголии упоминаются роды: харануд сонгоол, ашаавгад сонгоол (ашибагад сонгоол), хурумши сонгоол. В Монголии также проживают носители следующих родовых имен: булгадар, булган, булга, булгад, булгач, булгачин, чамалан булгадар, булага, булагад, булагач, булгат, булгачи, булгачид, булгачууд, булган боржигон, боржигон булган, боржигон булгадар, булганууд, булгадай, булгадар тайж, булгадууд, булган тайж, булган тайж нар, булганч, булганчуд, булганчууд. На территории Внутренней Монголии проживают представители рода булгаты (булагад). Род булгачин отмечен в составе старых баргутов. В составе новых баргутов отмечен род алагуй (алгуй). В состав хазарейцев входит род булагичи (bolaghichi).
Название некоторых крупных родов на бурятском языке:
Абаганад, Алагуй, Ашаабагад, Батлай, Бозой, Боролдой, Бурлай, Буин, Булут, Буумал, Готол, Икинат, Муруй, Ноёд, Обогон, Олзой, Онгой, Онхотой, Харанууд, Хогой, Холтубай, Хулмэнгэн (Кульмет), Хурамша, Хурхуд, Шаралдай, Эрхидэй, Янгут.

### Долонгуты
Долонгуты — старинный бурятский род. Входит в число родов, вошедших в состав племени хонгодоров. В XVII веке долонгуты упоминаются в отписках казаков как самостоятельная административная единица. Этноним долонгут в форме «теленгэд» (тэлэнгэд) распространён в Монголии к юго-востоку от Хубсугула Среди калмыков этноним известен в форме теленгут.
Среди закаменских бурят долонгуты вместе с другими немногочисленными племенами составили сборный ключевской административный род. Но в других бурятских ведомствах — Тункинском и Аларском — долонгуты вошли в состав хонгодорских родов. Так, в частности, в Аларской степной думе долонгуты вошли в состав аларских хонгодоров. Долонгуты упоминаются в составе следующих этнотерриториальных групп: аларских, тункинских, окинских (в том числе в составе рода тэртэ) и закаменских бурят.

### Икинаты
Места традиционного расселения икинатов простираются по верхней Ангаре и в бассейне Оки. В настоящее время икинаты проживают на территории некоторых районов Усть-Ордынского Бурятского округа, Иркутской области, а также в составе кударинских бурят в Кабанском районе Бурятии. Предполагается, что род получил название от имени родоначальника — Икината. Согласно легенде, Икинат приходился племянником Сэгээну — родоначальнику рода сэгэнутов.
В составе большого племени икинатов значатся такие роды, как икинад, зод, зунгар, букод (быкот), ноёд, хурхуд, нагатай, занги (зунги, зангей), нарад, балай, сэгэнуд, ашибагад.

### Сартулы

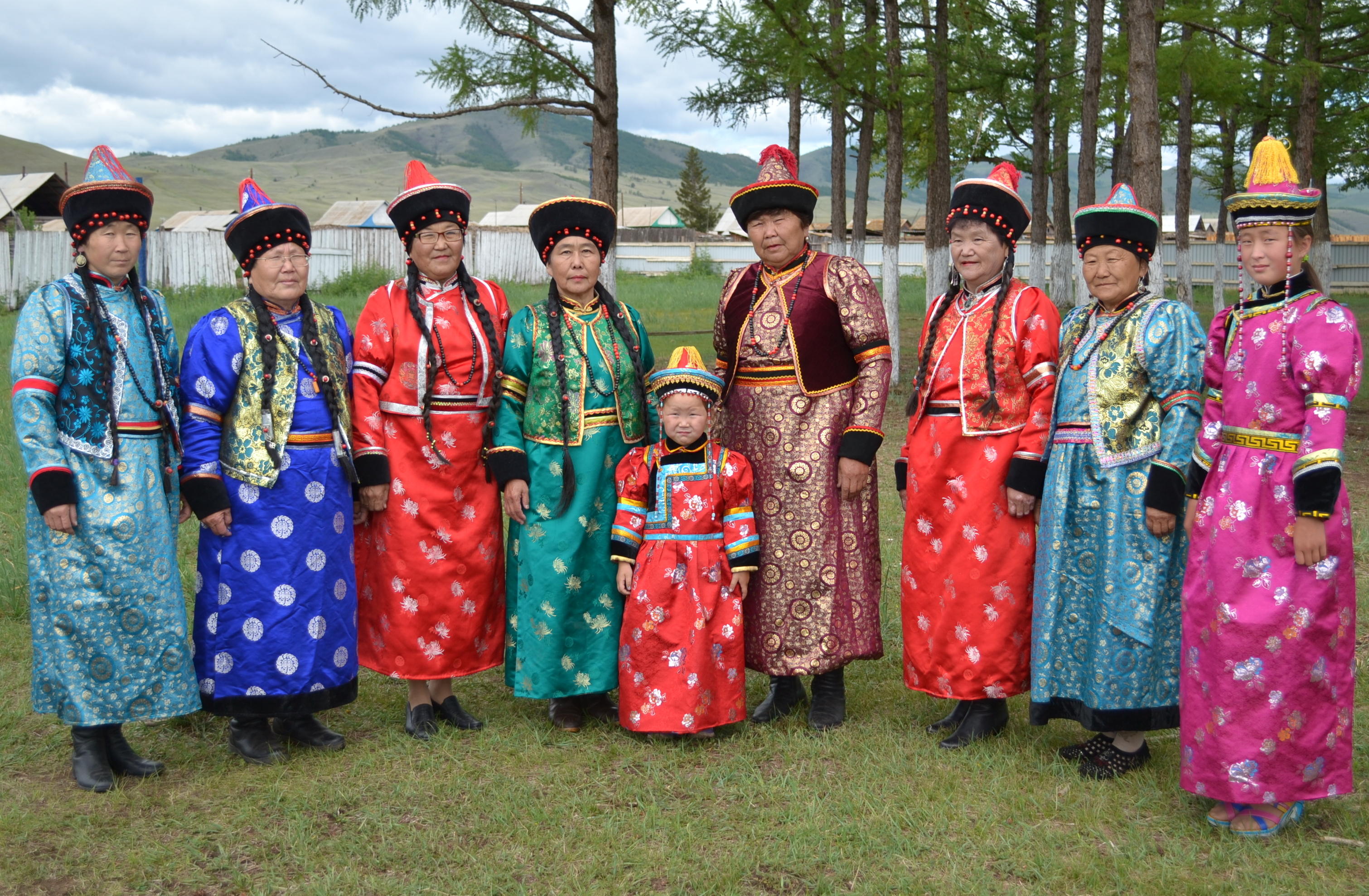
Цагатуйские сартулы

Селенгинские сартулы проживают по Джиде и состоят из различных этнических групп монголов и западных бурят. В составе рода, помимо собственно сартулов (вкл. шара азарга (шарга сартул), зээрдэ азарга (зээрд сартул), батожан-сартул), значатся: а) монгольские элементы — харчин, хорчид, хирид (кхирид), хаченуд (хачинууд, хачиитан), хатагин (хатиган), салджуд, кхуйд (хуйд), батод, атаган, хорлид (горлит, горлос, хурлад, хурлааг), онход, цонгол (сонгол), хэрдэг (хырдык), бунгуд, хатнол, хариан, арбатан, зэрит-арбатан, арбагатан, хэрэйт, хойт, урянхай (уряахан); б) западнобурятские элементы — ашибагад, булгад, харнуд, галзуд, кхулмэн (хулмэнгэн), алагуй, хурхуд (куркут). Также упоминаются харай (харайтан), hойхо, тэртэ, цэнхьлэн-заяагтай (цэнхилэй-заягтай), бужугун. Среди балаганских бурят известны кости: шарга-сартул и зэрдэ-сартул; среди аларских бурят — бурхи-сартул.
Сартулы Монголии. Сартулы в Монголии известны под следующими именами: сартуул (сартаул), саардуул, хартуул, хартууд. Среди сартульских родов в Монголии кроме халх сартуул, буриад сартуул встречаются следующие ветви: буянт сартуул, баахшил сартуул (баахжил сартуул, баахчил сартуул), гуринх сартуул, гураг сартуул, хатагин сартуул (хатиган сартуул), махан сартуул, бамбачин сартуул, модоргон сартуул, шинжиг сартуул, кэнчээнид сартуул, алаг адуун (алаг адуутан), сартуул сонгоол, буудай. В состав монгольских хамниган входят следующие сартульские роды: бамбадайн сартуул, бамбачаан сартуул, баахашил сартуул (баахшил сартуул), гуриг сартуул, гуринка сартуул, кэпцэнүүд сартуул (кепценуд сартуул), гачинх сартуул, махан сартуул, модоргон сартуул, шинжээк сартуул, саардуул, hартуул (хартуул), hартууд (хартууд), шарга-азарга, буянта сартуул, хатагин сартуул (хатиган сартуул), нэфтэн саардуул (нубтөөн саарадуул).
Родовые фамилии. В Монголии проживают носители следующих родовых фамилий: сартуул, алаг адуун сартуул, баахшил сартуул, бага сартуул, бамбачаан сартуул, боржгин сартуул, боржгон сартуул, боржигин сартуул, боржигон сартуул, буриад сартуул, буянт сартуул, гачинх сартуул, гураг сартуул, гуринх сартуул, зэрд, зээрд, их сартуул, модоргон сартуул, монгол сартуул, ноён сартуул, саардуул, сарт, сарт боржигон, сартаул, сартауул, сартуд, сартул, сартууд, сартуул буриад, сартуул сонгоол, сартуул тайж, сартуул тайжууд, сартуул хамниган, сэцэн сартуул, урианхай сартуул, хаан сартуул, халх сартуул, хар сартуул, хартуул, хасаг сартуул, хатагин сартуул, хатгин сартуул, хатиган сартуул, хөх сартуул, шар сартуул, шарга азарга, шинжээк сартуул.

### Сойоты
Сойоты являются потомками древнейшего самодийского населения Восточных Саян. Представляют собой один из субэтносов в составе бурятского народа. Ввиду самобытной истории, начиная с Всероссийской переписи населении 2002 года, учитываются как один из коренных малочисленных народов Сибири. Большая часть сойотов проживает на территории Окинского района Республики Бурятия, также сойоты встречаются на территории Тункинского и Закаменского районов.
В состав сойотов входят роды: сойот, иркит, хаасут и онхот. Сойоты отмечены в составе окинских, тункинских, закаменских, ольхонских и верхоленских бурят.

### Сонголы
Сонголы — этническая группа бурятского народа. Проживают преимущественно в Селенгинском, Кяхтинском и Бичурском районах Республики Бурятия. Этнический состав сонголов столь же неоднороден, как и состав сартулов, табангутов. Кроме собственно сонголов (цонголов) в состав данной этнической группы входят следующие роды: урянхай (урянхад, урианхад), найман, цохор (цоохор), батод (баатуд), хотогойд, юншоб (юмшойбу, еншүүбү), номход, илджигид (илжигид, элджигид), урлуд (өрлүүд, урмуд), арабтан (аравтан, арбатан), арбанад, сартул (сартуул), харчид, оронгой, боленгод (боленгуд, болингууд), авгад (авгачуул), шарануд (шарнууд, шаранууд), омохон, шарайд, хорчид (вкл. амалайтан, настан, хурбэтэн), ашавгад (вкл. сорьёл-ашебагат, буин-ашебагат), хамниган, аршаантан, ухин наймантан (үхён наймантан) (вкл. унагачитан, дагатан, дзабтан, бунитан, шара далайтан), тавнангууд, онгод, харнуд, амбагад, булган харнуд, жинхэнэ цонгол, эндзэ цонгол (эндзэтэн), очорцуудтан, самбилтан, наймантан, далайтан, дагачитан, хэрсутэн, ашаагат, тэмдэгтэн, табантан, табдайтан.
В состав административного рода цонголов входили следующие десятки: Унигитуйский, Эдуйский, Ноехонский, Тагалцарский, Эдуйский, Харлунский, Киретуйский, Хамнигадайский.
Сонгольская родовая верхушка принадлежала к разным ответвлениям рода борджигин. В составе хамниганского рода мунгал значится подразделение цонголир. Среди сонголов Монголии упоминаются роды: харануд сонгоол, узон сонгоол, сонгоол ястай, сонгоол буриад, тавангууд сонгоол, ашаавгад сонгоол (ашибагад сонгоол), сартуул сонгоол, хурумши сонгоол, атаган сонгоол.

### Сэгэнуты
Наряду с булагатами и эхиритами в Западном Прибайкалье существовало ещё одно большое племя сэгэнутов. Территория традиционного проживания сэгэнутов распространяется от верховьев Лены на востоке до впадения в Ангару Оки на северо-западе, в центральной части включаются долины Обусы и Уды. Сэгэнуты также проживают на острове Ольхон, в Баргузинской долине и на территории Кударинской степи в районе дельты Селенги.
В составе большого племени сэгэнутов значатся такие роды, как сэгэнуд, икинад, зунгар, букод (быкот), ноёд, манхолюд, тугуд, шэбхэн, хайтал, дурлай, торгоуд, баруун гар, харанууд, шаранууд, боронууд, ябха ураг, балай-сэгэнуд.

### Табангуты
Табангуты являются одним из самых крупных племён селенгинских бурят. Проживают преимущественно в Джидинском и Кяхтинском районах Республики Бурятия. В составе табангутов выделяются три больших рода: 1-й табангутский род — галцзуд (галзууд), урянхай (урианхай), абгануд, батод (баатуд), тайчжи (тайжнар), цонгол (цонгоол), ашебагад (ашабагад), кхирид, отогад; 2-й табангутский род — батод (баатуд), хаченуд (хачинууд), урлюд (өрлүүд), цонгол (цонгоол); 3-й табангутский род — ашебагад (ашабагад), арбатан, батод (баатуд), урлюд (өрлүүд), онгод (онход), абгад (авгад), сунуд (сунгуд).
Однако табангуты были ещё более разнородными по своему составу. В состав племени кроме самих табангутов также входят роды хурлад (хурлаад), сойсун (хойхо), дайтхад, хатагин, булгад (булагад), бумал (буумал, бумал-готол), готол, хурумша (бабай-хурумчи, хурумчин), олзон (ользон), халбин (хальбин, хальбан), горлос, аравтан, харнууд, хэрэйд, бата, зургин, хангин, харчинуд, баин-урянхай, зэлмэн-урянхай, баатуд-урянхай. Среди сонголов Монголии упоминается род: тавангууд сонгоол. В состав ононских хамниган входит род табан (табанагууд, табангууд, табантан).

### Узоны
Узоны — одно из племён в составе селенгинских бурят и ононских хамниган. Узоны, также именуемые уджиэтами, отмечены в составе некоторых других монгольских народов. Род уджэгэт произошёл от трёх сыновей Хутула-хана — Джочи (Чжочи, Зочи), Кэрмиху (Гирмау) и Алтана. Хутула-хан является одним из семи сыновей Хабул-хагана, первого хана государства Хамаг Монгол. У узонов был собственный административный род. Они образовали оток узонов в составе крыла «Баруун найман» (Западная восьмерка). В состав «Баруун найман» входили сонголы, сартулы, атаганы, табангуты, узоны, хатагины, ашибагаты и подгородные (андагай).
В настоящее время узоны Бурятии проживают по левому притоку Селенги — Темнику и частично по самой Селенге (селы Селендума, Енхор). Узоны также проживают в сёлах Узон и Токчин Дульдургинского района Агинского Бурятского округа. Узоны входят в состав некоторых этнических групп бурят: селенгинских бурят (узеном, узенет), ононских хамниган (узон, шоно узон (шинэ узон), агаалай узон, залайр узон), баргутов, сонголов (узон сонгоол). Уджиэты отмечены в составе халха-монголов (үжиэд, үзөөн), южных монголов Внутренней Монголии на территории хорчинских хошунов, а также в составе хазарейцев (племя джээд).
В Монголии проживают носители следующих родовых фамилий: өзөөд, өзөөн, үжээд, үзээн, үзөөн, өзөөт, үзон, өзээд, үзэн, өзон, өзоод, узон, үзээд, өзэд, үжэд, ужээд, озоон, их өзөөн, узөөн, өзөөн хамниган, өзөөд боржигон, өзээт, үзээн хамниган, үзээнүүд, чоно өзөөд.

### Хамниганы
Хамниганы — этническая группа смешанного происхождения, родственная бурятам, эвенкам, халха-монголам, баргутам, даурам. Часть хамниган являются потомками бурят-монгольских племен, другая часть — племен эвенкийского происхождения, подвергшихся влиянию бурятского, монгольского языков и бурят-монгольской культуры. Основную часть ононских хамниган составляют роды, принадлежащие к группе обуряченного монгольского населения. Согласно Д. Г. Дамдинову, хамниганы — бурятское племя древнемонгольского киданьского происхождения, родственное даурам. О киданьском происхождении хамниган и дауров также в своей работе пишет А. В. Соломин. Выделяются две основные группы хамниган: ононские хамниганы и армакские хамниганы.
Армакские хамниганы. Армакские хамниганы проживают в сёлах Армак, Алцак, Верхний Торей Джидинского района и сёлах Мыла, Баянгол, Бортой, Цакир, Хамней, Хуртага, Михайловка, Улекчин Закаменского района Бурятии. Выделяются следующие роды: заяктай (заягтай), цингидин (сэнтигэн), дархинтуй и тэртэ (тырта), разделяющийся в свою очередь на первый и второй, или большой и малый. До прихода армакских хамниган здесь проживали унгэд-хамниганы, известные также как улгэд. Ряд авторов связывает их с родом улеэд (уляад). В других источниках упоминается родовое имя оолэд-хамниган.
В числе предков армакских хамниган названы роды, ранее проживавшие на территории Иркутской области. Так, в состав заяктай вошли кумкагиры: загачины, мунгальские выходцы, низовые и подгородные. В состав цингидинов вошли верхоленские роды: налягиры: куленгские (вкл. молзаевский род, куркунеев род), тутурские; очеул (камчагир). К верхоленским родам также относились киренгско-хандинские икогиры (ыкогиры, никогиры, нгикогиры).
Ононские хамниганы. В состав этнотерриториальной группы ононских хамниган входят такие племена, как сартул (сартаул, сартот, сартор, сартольский), урянхан (уряанхай), тугчин (урянхай-тугчин, урянхай-тугшан), хачин, узон (вкл. шоно узон (шинэ узон), агаалай узон, залайр узон), гунуй (гунэй), мекерчин (мэхээрчин), хатакин (хатагин, хатахин), горлут, даганхан (дагаанхан), модоргон, багшинар (бакшинар, багшанар), улдэгэн (улдеген), бичикантан (бишекентэн), пуцагат (пууцагууд, пуусагад, почегор), луникер (вкл. сенкагир), дулигад (дулигаад, дуликагир, дулигар), чимчигид. Ононские хамниганы расселены в узкой приграничной с Монголией полосе, в долине реки Онон. Проживают в Кыринском (сс. Алтан, Кыра, Тарбальджей, Ульхун-Партия, Мангут, Шумундаи др.), Акшинском (сс. Курулга, Нарасун), Карымском, Шилкинском, Нерчинском (г. Нерчинск), Газимуро-Заводском, Чернышевском районах Забайкальского края. Основную группу населения составляют жители долины Онона, принадлежащие к группе обуряченного монгольского населения.
Также в составе ононских хамниган упоминаются следующие роды: бахашил (баахашил, баахшил, бахачил, вакасильский, увакасильский, украинский, вакарой, вокрай, вакурай, вакарель, векерей, вэкорой, вэкерой, вокарай, вакарай, вокорой), сарадул (сардууд, сарадур, сартутский, сартотский), уляд (уляад, улиад), чимчигин, табантан (табан, табангут, табнангут), наймантан (найман), унзадал (унзал), залайр, зайдан, агалай (агаалай), гушад, цонгол, балтяган (балтягин), баликагир (балихаагир), долод, онкор (онкор-солон, онгкор-солон, онкор солоон, ункур-солон), холоон, баягир, челкагир (чинкагир, чилчагир, чэлкэгир, чильчагир, чилкаир), кельтегир (келтегир, кылтыгер, кылтегер), конур, дулар, мунгал, чипчинуд, дзалтод (джалтод, залтууд), орочон (вкл. лакшекагир, тулуягир, бультегер), канцелют, бильчитуйский, далат, намяд (намиад, намясинцы, намирцы, наймарцы), нерон (нироновский), сухан, мальцевский, харгана, шарайд, вакагил, екокогир, одурнут, тотонкон. Д. Г. Дамдинов в составе хамниган также упоминает следующие роды: кара-намяд, сино-намяд, шара-намяд, талаца (талатша), солон барга, шибшин барга, дагуур барга, хангид, хуланта, буянта, булбэгээр, зунэйхир (зулейкер), хорчин, сулонкон (шүүлэнкин), шунинский, казейский (кайзойский), поинкин. В других книгах упоминаются следующие родовые имена: балайр, онход, даргатан, сахар, хутегет, хашин, богаит, келтеит (келтегет), шунинкан (шуненкет), куйдзелын (кундзелын), хоронуцкий род, гальзут, гучит.
Роды, входившие в Урульгинскую степную думу. Этногенез ононских хамниган происходил на территории Урульгинской степной думы, которая объединяла 36 родов. К Урульгинской инородной управе были приписаны следующие роды: теленбинский, мунгальский, кельтегирский, дулигатский (князе-дулигатский), дулигатский домуев, яравнинский и бродячие орочоны. Оловская инородная управа состояла из 8 родов: перводулигарский (перводулигатский), второбаягирский, кельтегирский, почегорский, узонский, сухановский, городовой и нероновский. В Шундуинской инородной управе состояли роды улятский, челкагирский, наматский и долотский. В состав Маньковской инородной управы входили роды первобаягирский, второбаягирский, перводулигарский (перводулигатский), втородулигарский (втородулигатский), намятский, чипчигирский (чипчинутский), дуларский, конурский, долотский. В Кужертаевскую инородную управу входили узонский, тукчинский, баликагирский, гуновский и чимчагирский роды. В Онгоцонской инородной управе насчитывалось 3 рода: сартоцкий, вакасильский и люникерский.
Нелигуд (нелиуд). Роды дуликагир (дулигад), колтагир (кельтегир), баягир (баягид), почегор (почегир), луникер (луникир), баликагир, челкагир, чемчагир (чимчинут), вакарой (украинский), шунинский, казейский (кайзойский) происходят из даурского племени нелигуд (нелиуд). В составе рода вакарой упоминается ветвь вакагил, в составе рода луникер — ветвь сенкагир.
Баягид: первобаягирский, второбаягирский роды.
Дулигад. Различают две группы рода дулигаад: ноён дулигаад (гантимуров дулигаад, князе-дулигатский), домойн дулигаад (дулигатский домуев). Дулигатскими также являются роды: нерон и сухан, каждый из которых был выделен в малую административную единицу. Кроме них в составе рода дулигаад выделялись административные роды: перводулигарский (перводулигатский), втородулигарский (втородулигатский). В Монголии зарегистрированы носители следующих родовых фамилий: дом дулгат, дом дулигаад, дом дулигаат, дом дулигад, дом дулигат, дулга, дулгад, дулигаад, дулигад, дулигат, ноён дулигаад, ноён дулигад, ноён дулигат. Также упоминается родовое имя намнаагид дулигаад.
Намяд. Племя намяд (намясинцы) включает следующие роды: кара-намяд (хар намяад), сино-намяд (чино-намят), шара-намяд, поинкин, конур, долод, чипчинуд, джалточи (дзалтод, джалтод, залтууд, желтоцкий).
Теленбинский род. В число теленбинских (телембинских) входят роды: сарадул, уляд, харгана, намяд, узон (узоон, уджиэд), чильчагир.
Узон. В составе рода узон известны ветви: шоно узон, агаалай узон, залайр узон, узеном, узенет, узон сонгоол. В Монголии проживают носители следующих родовых фамилий: өзөөд, өзөөн, үжээд, үзээн, үзөөн, өзөөт, үзон, өзээд, үзэн, өзон, өзоод, узон, үзээд, өзэд, үжэд, ужээд, озоон, их өзөөн, узөөн, өзөөн хамниган, өзөөд боржигон, өзээт, үзээн хамниган, үзээнүүд, чоно өзөөд. Подробнее смотрите статью Узоны.
Урянхай-тугчин. В состав рода урянхай-тугчин входят четыре подразделения: найман (наймангууд, наймантан), табан (табанагууд, табангууд, табантан), хатакин (хатагин, хатахин), ундзал (унзал, унзадал).
Яравнинский род. В составе яравнинских (еравнинских) отмечены роды: табангут (табнангут), вакарой, почегор, казейский, шунинский.
Баргузинские хамниганы. Помимо ононских и армакских хамниган отдельно выделяются баргузинские хамниганы (мурчены). Среди баргузинских хамниган отмечены такие роды, как лимагир (вкл. тепкагир (тэпкогир, тэпкэгир)), баликагир, намегир (намяд, намясинцы), почегор, киндигир (вкл. лакшикагир), чильчагир (вкл. якал, чалкагир (чолкогир)), някугир, шамагир, мунгал (вкл. асивагат, гальдзогир (галдегир), цонголир (чонголир)), хиндагат, балирган, бэкэриет, бультегер, катчит, тулуягир, нгодягир.
Другие роды. В литературе известен ряд родов, принявших участие в этногенезе бурятского народа и называемых по одним источникам хамниганскими, по другим — тунгусскими. Так, в составе эхиритского рода олзон имеется ветвь багдал, восходящая к армакским хамниганам. В состав эхиритского рода хамнай-шоно входит ветвь зухэдэй-шоно, по женской линии восходящая к хамниганскому роду зухэдэй. В состав тункинских бурят входит хамниганский род залха.
Хамниганы Монголии. В Монголии среди хамниган встречаются следующие роды: алтанкан, баргужин, баягид, бодиндор, бодонгууд, гавунаг, горлуд, гучид, гүнээкин, дагаанхан, дагуур, долаар, долоод, дулиасэл, дулигаад, дэрийцэгэд, залтууд, залайр, замал (дзамала), катакин, кимор, көндө, лүнээкир, мэкээрчин, намиад, нэфтэн, онхолиг, өрлүүд, пөинкин, сартуул (бамбадайн сартуул, бамбачаан сартуул, баахашил сартуул (баахшил сартуул), гуриг сартуул, гуринка сартуул, кэпцэнүүд сартуул (кепценуд сартуул), гачинх сартуул, махан сартуул, модоргон сартуул, шинжээк сартуул, буянта сартуул, хатагин сартуул (хатиган сартуул)), нэфтэн саардуул (нүбтөөн саарадуул), саардуул, сонгоол, hартууд (хартууд), hолоон, тийвэргэ, тугчин, увачаан, улиад, улианхан, унзал, урианхай, уринга, үзөөн, үхэрдээ, халбид, халзангууд, хангид, хатакин, хөшүүр, хуланта, хуургад, хуучид, цахар (хар хөлт цахар, цагаан хөлт цахар), цоохор, цэмцэгэд, чипчинүүд, шарга-азарга, шимшигид, ширгадуул, шүүлэнкин, багдаран (багдарин), багшинар, балхигар, бамбадай, бамбачаан, бааханшил (баахашил), гуринка, дүнээкир, лүнээкен, модонгор, модоргон, hартуул (хартуул), тоошил, шимжээг, шээнхир (швэнкигир), эреэгэн (эрегэн, ырээгэн, эрэмгэн), хашигин, хотогойд.
В Монголии проживают носители следующих родовых фамилий: Гүнээ Хамниган, Долоод Хамниган, Өзөөн Хамниган, Сартуул Хамниган, Тугчин Хамниган, Үзээн Хамниган, Хамнигад, Хамниган, Хамниган Буриад, Хамниган Халх.

### Харануты
Харануты, входящие в состав бурят, традиционно относятся к булагатам. Родоначальник бурятских харанутов — Харанут, согласно устным преданиям, является потомком Булагата, общего предка булагатских родов. Этноним харанууд (харанут) широко распространен среди бурят по обе стороны Байкала. Согласно «Сборнику летописей», харануты — дарлекин-монгольский род, имеющий родственные связи с хонгиратами, эхиритами, олхонутами, хонхлутами, горлосами и элджигинами.
Известны следующие родовые имена: шаралдай-харанут, шаабан-харанут, далай-харанут, хандабай-шаралдай харанут, хандабайн харанут, булагат-далай-харанут, баян-харанут, сутой-харанут, олзон-харанут, буумал-харанут, хорчит-харанут, хандагай-харанут, буин-харанут (буян-харанут), натаг-харанут, жарай-харанут, авганат-харанут, булган-харнут, боролдой (борондоевцы).
Харануты, проживавшие на территории Иркутского округа, подразделялись на четыре рода: I, II, III и IV харанутские роды. Харанутами в составе Селенгинской степной думы были образованы следующие отоки: Харанутский, Селенгинский Харанутский, Селенгинский Енхорский Харанутский, Иройский Харанутский, Чикойский Харанутский.
Согласно Л. Л. Абаевой, оток Харанут в составе селенгинских бурят включал шесть десятков: булагат-далай-харанут, нижнеоронгойские шаралдай-харанут, загустайские харанут, иволгинские буян, жаргалантуйские абганат, тохойские буян. В книге «Родословная иволгинских бурят» в составе данного отока упоминаются семь десятков: иволгинские шаралдай-харануты, дунда (средние) харануты, загустайские харануты, доодо (нижние) оронгойские харануты, иволгинские буяны, жаргалантуйские абагануты, тохойские буяны.
Селенгинский Харанутский оток состоял из поколений харанут, далай-харанут, шаралдай, боян, абаганут, ша-ван, чжарай, дурбэт, хашхай ураг (один из ашибагатских ураков); Селенгинский Енхорский Харанутский оток (II Селенгинско-Харанутский оток) — харанут, абаганат; Чикойский Харанутский оток — харанут, хасама, хонгодор, хамниган, бошин, шишелок, ашбагат, боян; Иройский Харанутский оток — далай-харанут, шаралдай, дабши, а также, предположительно, булуудха.
В составе харанутов Иволгинского аймака Бурятии отмечено поколение шархи, а также ветвь шаабан харанууд. Кроме этого в книге «Родословная иволгинских бурят» упоминаются ветви рода шаралдай-харанууд: холхоотон, hамагантан, петруутан. В родословных оронгойских харанутов отмечены ветви: далайн харанууд, хандабайн харанууд, шаабан харанууд, хандабай-шаралдай харанууд.
С харанутами, согласно Туголукову, связано происхождение тунгусов, принадлежащих к таким родам как чербогаевцы (Чербогаевский или Чорбатовский род), каранто (Каратунский род) и карамнго.
В Монголии зарегистрированы носители следующих родовых фамилий: харнууд, боржгин харнууд, боржигин харнууд, боржигон харнууд, булган харнууд, их харнууд, харагчуд, харагчууд, харагчуут, харанууд, харгчууд, харнуд, харнут, харнуут.

### Хариады
Хариады — этническая группа бурятского происхождения, проживающая преимущественно на территории Монголии. Хариады составляли население северо-западных административных единиц Сайн-ноён хановского аймака. Хариады этих двух хошунов и отока являются потомками удинско-балаганских ашибагатов.
Этноним ашибагад у хариадов был трансформирован. Носители разбили этноним на его составляющие, появились ач хариад, авга хариад, также появились чисто географические деления баруун хариад (западные хариады), зуун хариад (восточные хариады), дунд хариад (средние хариады). После смешения части хариадов с монгольским родом сахлаг появился род сахлаг цагаан хариад. Носителями этнонима хариад также являются роды, откочевавшие из Приангарья в XVII в.: шарануд-хариад, проживающие в Булганском аймаке, а также янгуд-хариад, расселенные к северу от Хангая.
Часть хариадов вернулась на территорию Бурятии и вошла в состав селенгинских бурят (род хариан), в частности в состав сартулов (род хариан).
Одна из семи ветвей хубсугульского рода долоон гөрөөчин носит название хориод (хариад). Хариады отмечены в составе следующих монгольских этносов: халха-монголов, хотогойтов (роды хариад, ач хариад), дархатов (род кариад (хариад)).

### Хатагины
Ещё одним крупным селенгинским племенем являются хатагины — потомки Бугу-Хадаги — одного из трёх сыновей Алан-гоа. Проживают преимущественно в среднем течении Селенги и нижнем течении Джиды в Селенгинском и Джидинском районах Бурятии. У хатагинов был собственный административный род, также они входили в состав других селенгинских административных подразделений. В Монголии хатагины известны под следующими родовыми именами: хатагин, хатагид, хатагин сартуул.
Хатагинов оток состоял из двух десятков: Тамчинского и Иринского. Известны две кости этого отока: хатагин и халчин.
Хатагины отмечены в составе следующих этнических групп бурят: селенгинских бурят (хатагин, батот-хатагин), ашибагатов, сартулов, табангутов, хори-бурят (хухур хатагин в составе рода галзууд), китойских бурят. В составе баргутов проживают носители родовых имен: хатигин, дайртан (дардан) хатигин. В состав хамниган входят роды: катакин, хатакин (хатагин, хатахин). Хатагины, осевшие в Афганистане, образовали одно из племен в составе хазарейцев — катаган.
В Монголии проживают носители следующих родовых фамилий: хатгин, хатагин, их хатгин, хатаган, хатагид, хатагин боржигин, хатагин боржигон, хатагин сартуул, хатагин тайж нар, хатакин, хатахин, хатгад, хатган, хатгид, хатгин сартуул, хатгин тайж, хатгин халх, хатигад, хатиган, хатиган боржигон, хатиган сартуул, хатиган халх, хатигид, хатигин, хатихан, хатхан, хатхин, хачгин, хачиган, хачигин.

### Хонгодоры

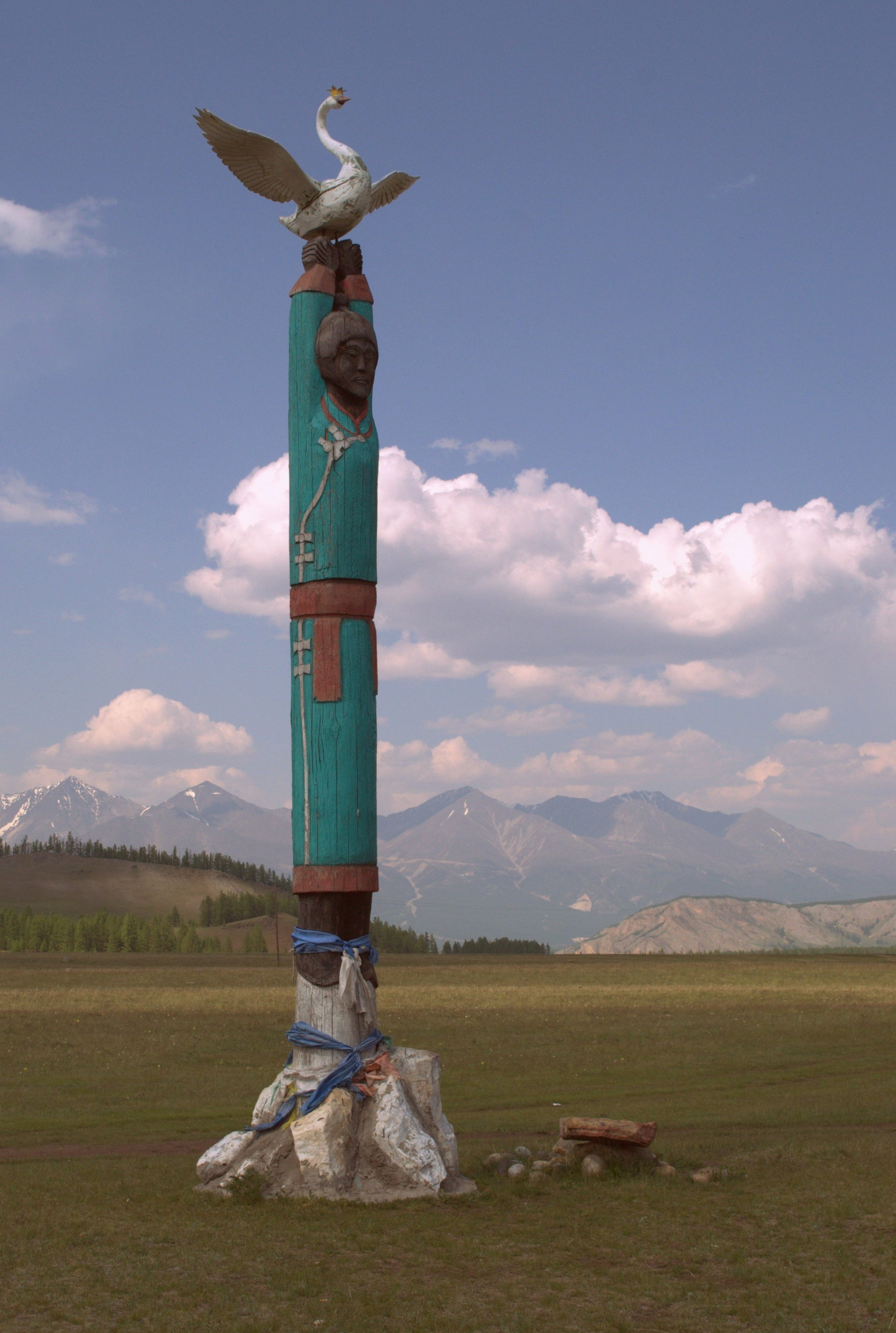
Стела хонгодоров

Родословная хонгодоров носит двойственный характер. С одной стороны встречаются обозначение родов по номерному признаку: I хонгодорский род, II хонгодорский род, III хонгодорский род, IV хонгодорский род, V хонгодорский род, VI хонгодорский род, VII хонгодорский род, VIII хонгодорский род, IX шаранутский род. А с другой стороны встречаются именованные роды.
Все хонгодорские роды делятся на нирун-хонгодоров и дарлекин-хонгодоров. В состав нирун-хонгодоров входят роды: ашхай (ашихай), ашата (ашита), холшо, ута-байма (боролдой, боролзой), даша, найдар, хагта (хахта), нашан (дуртэн, дуртун), бадархан (бата хара бадархан), болдой (боолдой). К дарлекин-хонгодорам относятся следующие роды: булбу, бурюууха, дардайтан, долоонгууд, наймангууд, сагаантан, тайбжан (тайбажан, саган), тэртэ, хотогойто, холто, хабарнууд, улахан, уляба, шаранууд, шошолог (шошоолог), шуранхан (широнхон).
К племени хонгодоров в Алари относятся роды дуртэн, бадархан, ашата, ашхай, хабарнууд, болдой, бурутхан, хагта, тайбжан. В Закамне проживают айшха, моотонго, шудхэ, алтай, сагаан, долоонгууд, дурбэнгууд, аштараг, мосхоо, далахай, хабарнууд, шуранхан, шуртэхэн, алтаи. В Тунке — ашхай, ашата, бадархан, боолдой, сагаан, шуранхан, моотонго, шуртхуу. В Окинском районе Республики Бурятия живут боолдой, шуранхан, шуртхуу (шуртху), моотонго.
Также в состав аларских хонгодоров вошли следующие роды: гуран, улаазай, харганай, шакуй, янгуд. Совместно с хонгодорами в Алари проживают представители родов наймангут, сартул, кугеска, шаранут, харанут, икинат.
Упоминаются роды: гушан, боронуд (боронууд). В число примкнувших входят роды: сартул, сонгол, хурхууд, готол, хутёоска, зунги, икинад, холтубай, ноёд, сальджуд, буруд, харануд, туралиг (туряалаг), манжаруг (манжи ураг, манджараг, маанжраг), а также дархатские роды: дархад, чонуд (чонод), хоролмой (хорломай), уйгур (уйгар).
Ответвлениями крупного рода сагаан названы шуртху, муртэн, моотонго, мурта-моотонго, шуранхан. Один из древних хонгодоровских родов тайбжан («тойбин род») также именовался сагановским.
Шарануд. Упоминаются следующие аларские ветви рода шарануд (шаранууд): биаргай (баргай, барга, зуун, зуун модон), бэбэрхэн (бэрбэхэн, хурхат), хуритэй (хултэ, хулта, шабшалтуй, тайшалтуй). В Монголии проживают шарануд-хариад.
Тэртэ. Тункинские тэртэ подразделяются на два подрода: ноёд и даланша. У окинских тэртэ имеются свои подроды: даланша, долоонгууд, ноёд, шоошхой, донгойд (донгод), у закаменских тэртэ — ехэ, бага, шагнаан, зодбо, маалинха. Основу закаменских тэртэ составляют поколения бажигадай и мангадай, в именах которых прослеживается связь с этнонимами «бажиган»/«бажинаг» и «мангуд».
Название некоторых крупных родов на бурятском языке:
Ашхай, Ашат, Бадархан, Боолдой, Булбу, Бурюууха, Дардайтан, Даши, Долоонгууд, Дүрэтэн, Наймангууд, Тайбжан, Тэртэ, Улаахан, Уляба, Хагта, Холто, Хотогойто, Һабарнууд, Шаранууд, Шошоолог, Шуранхан.

### Хори-буряты

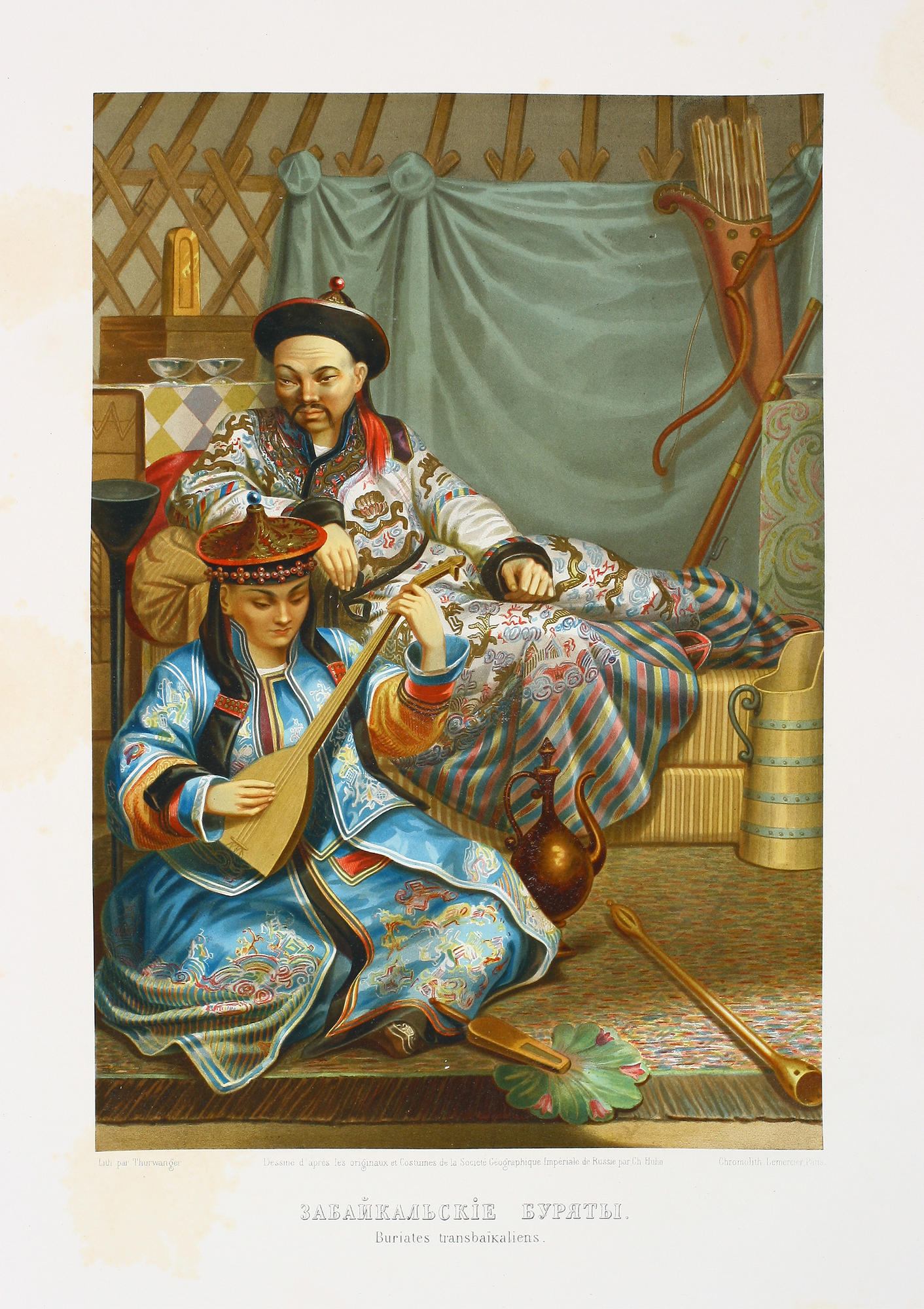
Забайкальские буряты (Густав-Теодор Паули. «Этнографическое описание народов России», СПб. 1862)

Большинство исследователей этногенеза хори-бурят считают, что они произошли от средневековых хори-туматов. После создания Монгольской империи упоминание о хори-туматах прекращается вплоть до появления русских в Прибайкалье в XVII веке.
В начале XVIII века впервые упоминаются одиннадцать родов хоринцев: бур. галзууд, хуасай (ухасай), хүбдүүд, гушад, шарайд, харгана, худай, бодонгууд, хальбан, сагаангууд и батанай. Каждый из этих родов примерно в то же время получил знамёна от царского правительства.
Хори-буряты прежде подразделялись на две группы родов — Шаралдаевская пятерка (Шаралдайн табан) и Нагатаевская восьмерка (Нагатайн найман). Шаралдаевскую пятерку составляли роды галзут, шарайт, хубдут, гушит, хуасай. Из Нагатаевской восьмерки ныне доподлинно известно только шесть родов: харгана, батанай, бодонгут, худай, цаган и хальбин.
В старых записях генеалогий хори-бурят, в их летописях и в фольклоре говорится о том, что изначально у них было 13 родов, но 2 из них «потерялись» во время масштабных миграций хоринского народа. Летопись Ш.-Н. Хобитуева указывает имена этих двух родов — qayitul и cingnüt. Д. В. Цыбикдоржиев отождествляет их с западно-бурятскими родами хайтал и сэгэнут.
Роды хори-бурят подразделяются на хухуры (ветви):
- батанай: догшид (докшит, тугшэд, тугчид), шалдан (салдан), бухай (бохой, боохой, бохон), хэдэгэнэ, малан (малаахан, малгаахан), заямха (захимха), шубгэ;
- бодонгууд: оргодой (оргоодой, оргойтой), залаир, будан (бодон), hуури (байра), hарьмайта (hарьмайтай), тэсхэй, зартаган (зэртэхэн), сонхон, ормол, хелго[117];
- галзууд: жэнхэн (жэнхэни, жинхэн, жинхан), дэлдэгэр (дэлдгэр, дэлдэгыр, дэлдэгор[117]), доргошо (доргоши), сарбада (hарбада, hарбадо[117]), даганхан (дагаанхан, даахай, дагаахай), хабагай, эршим (эршэм), онхот (онхон), хайтал, шоно, ользон (олзон), нохой ураг (нохой-уруг), хатагин, харчин, хорчин, шара-нохой, алилхай (алаахай), монгол, сагаатан (сагаатанда), ногоогод (ногоод, ногоон), саадагта (һаадагта);
- гушад (гучид): хара гушад (бухэ-хара, хара баатар), шара гушад (шара-мэргэн, мэргэн шара);
- сагаангууд: убэгтэй, убэгэ (убээгэй, убгэй, убэгуй, убгэн), баянгу (баянгуй), хэнзэгэй (хэнзэгэ), улинхай (уляанхай), хушууша (хугшууша), бутэй (бүдэй), шоно;
- хальбан (хальбин): гутар (гутаар, гуутар), хуригай (хурьгай, хоригой), мэнгэй (мэнгээ), жирохон (жороохон), тэсхэй, баригай, мусхэн (мусэн), зургууд (зургад, зурагаад);
- харгана: хоохэй, моотгон (моотган, моотогон, моодхон, моотхон, мотогон[117]), баатаржан (батаржан, баторжан, баатаржаан), абга (абхан, абахан, авган[117]), байтай (байталай), хухэнэт (хухэнууд, хүхэ), онхот, тангут (тангууд, тангад), баряхан (баряахай, барюухай), хоодой (хуудай), шуудай (шудай, шигудай, сигуудай, сагуудай), хушуун, хоран, батанай (батнай), хурса хутагата, мохо хутагата[117];
- хуасай: баршюха (баршюуха, баршууха, баршиуха, боршихо, боршиихо, бориишха, барюушха), бэгтэр (бэктыр, бэдэтур, бухтэр, богдор, богтор), боохой (бохой), сагаан-малгай (сагаан малгата)[117], тогтор (тогдор), онгор (обогор, онгоодор), баабагар (бабгар, бабагар), харилхан (хурилхан, хуригахан), табахал (таабахал), баяахан, ухээлэй;
- хубдууд: лэглут (лыглут, лэглууд, лиглид), улаалзай (улалзай, урялзэ[117]), байтай (бойтой), нохой (нохой-уруг), цагалзай (сагаалзай, сагалжа, сагаалжа), тэмурчин (тумэршэ, тумэршэн), борюха (борюуха, барюуха, бурюуха, боригоохо), бадлай, ургаша;
- худай: залгюр (залхи, зальтир), кудуй (худуй, хуудэй, хуугэдэй), михан, алагуй, хара-тулуй (хара тоолэй), хонтон (хунда, хундуу), бэцыхэй (бэцээхэй), зэмхэт (жэмгэд), бушхэй, шилхар (шалхар), римгид;
- шарайд: ахайд (ахайдай, ахайтай), долоод (долот, долоогаад, долоон), хагшууд (хагшуул, хакшют, хогшууд, хошууд, гэгжид, гэгшэд), ходонца (худанса, хурса хутагата худамса)[117], тоботой (тободой, дободой, доботой, табатай), дэлдэй (далтай, дэлдээ), сунит (сүнид, сүмид), субада, танга, халбанаг, пуусагад, балтягий[11][143][144][145][146][147][148][149][150].

Помимо этого выделялись следующие административные роды: баруун-хуасай, зүүн-хуасай; баруун-харгана, зүүн-харгана; баруун-хубдууд, зүүн-хубдууд.
В составе рода галзуд, проживающего среди булагатов и эхиритов выделяют следующие ветви: тодок, маншуна (маншууна), ходо (хоодо), ухин, яньхин (енхэн), нохой-галзуд, нэхэли-галзуд, дархан-галзуд, зэнхэн-галзуд, ухантай-галзуд. В составе хамниганского рода мунгал, проживающего среди баргузинских эхиритов, значится ветвь галзутского происхождения гальдзогир. Род галжан иргид в составе иркитов Монголии, согласно Б. З. Нанзатову, имеет галзутское происхождение.
А. Очир высказал предположение о родстве элджигинского рода халбуу с родом халбин у хори-бурят. Согласно Г. О. Авляеву, роды му-хорин, гучад, шарайд в составе калмыков-торгутов имеют хори-бурятское происхождение. Также он высказал предположение о родственности кебютов в составе калмыков-дербетов с хори-бурятским родом хубдут. Ряд исследователей в роде хуасай (ухасай) видит прямых потомков меркитского рода хоас (увас). С хори-бурятами отождествляется род хор в составе югуров, а также хоролоры в составе якутов. В состав якутов входят батулинцы, отождествляемые с хори-бурятским родом батанай.

### Эхириты
В состав эхиритов входят следующие основные роды: абзай (абазай), баяндай, бура, олзон (ользон, олзойтон), хэнгэлдэр (һэнгэлдэр, хэнгэлдыр, сэнгэлдыр), шоно, нэхэлэй. Также упоминаются абагануд, басай, балтай, бахай, буян, готол, содо, тогто, хадалай, хамнагадай, харбат (харбатай), хойбо, худагсаган, хэрмэ (хэрмэшин, кырма), нохой, булуй (булюй, булюу, булю ураг), бохолдой, хонхо, нагатай, эдэгэ, убуша, зугэтэн, халзуудай. Эхиритское происхождение также имеют роды, примкнувшие к готолам: аргасан (аргаhан): мондохой ураг (мондой), саган ураг; абаши (абаша); hахай ураг. Роды аргасан и абаши по отцовской линии восходят к эхиритскому роду тогто. Һахай ураг восходит к эхиритскому роду олзон.
Родословная эхиритского племени начинается с героя по имени Эхирит. Промежуточное положение между Эхиритом и родовыми предками занимают некоторые генеалогические предки, являющиеся связующим звеном между племенными и родовыми этнонимами. К ним относят сына Эхирита Зонхи, а также сыновей Зонхи: Һэрhэлдэй (Һэрhэлдээ) и Алагтай (Хэрхэн, Һэрхэгтэ). Һэрhэлдээ называют отцом Хэнгэлдэра. Алагтай (Хэрхэн, Һэрхэгтэ) был мужем Абзай. Большой и малый абазаевы роды происходят от сыновей Абзай: Һэрхэгтэ (Амар) и Һэрхэ (Абай). Потомки Һэрхэгтэ (Амара) образовали старший — I абазаев род, а потомки Һэрхэ (Абая) образовали младший — II абазаев род. Другие сыновья Зонхи: Шоно и Худагсаган (Хуудаг Сагаан) стали родоначальниками одноимённых крупных родов. Также приводят имя ещё одного сына Зонхи — Малзай (Малаан).
Роды в свою очередь подразделяются на родовые группы:
Абзай. Род абзай делится на кости: найта, онгой, балтуга (балтага), боохолдой, хүзүү абзай, хузуухэн-абзай, баршегад-абзай, булагтай. Род булгад (булагад), проживающий на территории Баргузинской долины в Бурятии образовался в результате объединения кости булгад, принадлежавшей роду абзай, с ответвлениями рода шоно: богол, согол, нетун (нэтуг). По номерному признаку род абзай делится на I (ехэ-абазай) и II (бага-абазай) абазаевские роды.
Бахай. Род бахай включает ветви: баахай дайнша, баахай харамалгай.
Баяндай. Род баяндай включает следующие кости: тохой, балтай, боболой. В составе рода баяндай упоминаются уруки (ураки): шардай ураг, хуйлэн ураг.
Бура. Род бура подразделяется на баруун буура, зүүн буура. Также в составе рода бура значатся следующие уруки (ураки): хаза ураг, хадаа ураг, хаби ураг. В состав верхоленских буровских административных родов входили племена буура (бура), булюу (булю ураг, булуй), минган (мингараг), абхай, хойбо, сохранявшие общую идентичность как баруун буураhууд. В состав группы баруун буураhууд также входят роды: алаг, туймэр. По номерному признаку род бура делится на I, II, III, IV, V и VI буровские роды.
Буян: I, II и III буяновские (буянские) роды.
Олзон. В состав рода олзон входят ветви: hахай ураг, обхой, улахай (улаахан олзон), ханхай, ахурга, баянгаза, тураха, хаптагай, багдал, харал, шабаг (шабагтан), тураахи, ханхаажан, моной, олзон бахи, олзныхон. В административный род олзонов также входили булгат и ашебагат.
Тогто: аргасан и абаши. В составе рода аргасан известны ветви: мондохой ураг (мондой), саган ураг.
Хойбо. В составе рода хойбо выделяют следующие ветви (улусы, ураки, уруки): хаал, энхээльжэн (энжэльжин), шушуу ураг, бухэ, худөө, шанаа, матуушха ураг (матууша ураг).
Хэнгэлдэр. В состав рода хэнгэлдэр входят ветви: хазуухай, хадалай, буура, бугдан, хамнагадай, хангаажан (хангажан, хангажин), булюу, болой, ходой, зухэ (зухэл), номол (элhэнэй номол), ооли, харбад (hарбад, сарбадай), ехуу эсэгэ барбинша (борбиншо), нэхэлээ, хабю, нашан, эмхэн, шоодой, оншоо ураг, hэнгэлдэр-сагаан, содой, хэрмэ (хэрмэшин), бирту, арьбигтай. В состав баргузинских хэнгэлдыров входят следующие ответвления: хонхой, хадалай, хазухай, ульдэй, содой, ухан, номол, екуй (еэхуй), уули (ули, оли, ооли), hэнгэлдэр-сагаан. В составе баянгольских хэнгэлдыров упоминаются эсэгэ ураг, хонхо, барабиша. По номерному признаку род хэнгэлдэр делится на I и II хэнгэлдэровские (хенхедурские, чиндыльдурские) роды.
Шоно. В состав рода шоно входят ветви: хамнай-шоно, басай-шоно, борсой-шоно, бурлай-шоно, оторшо-шоно (оторши-шоно), шубтхэй-шоно (шибтүхэй-шоно, шубтэхэ-шоно, сабтуухай-шоно), тументэй-шоно (тумэнтэй-шоно), обхой-шоно, буга-шоно, ехэ-шоно, бага-шоно (бисэгэн-шоно), богол-шоно (босогол-шоно), согол-шоно (соогол-шоно), нетун-шоно (нэтуг-шоно), таанууд-шоно, балтай-шоно, эмхэнууд, заяахай, ураг стаариг, хайтал, адаг-шоно, гильбира (гэльбэрэ), янгажин, баянгол, абазай, цоогол абазай, баяндай-шоно, хэнгэлдэр-шоно, олзон, аадаг-хамнай-шоно, харал-шоно, хонхо-шоно, онходой-шоно, боро-шоно, улан-шоно, уха-шоно, яртага, хаядул, хурэн, найрай, бага-орла (бага-шоно), сочуль (соогол), хайтель (хайтал), сборный, галзутх (галзут). Также упоминается ветвь рода хамнай-шоно — зуhэдээ-шоно (зухэдэй-шоно, зуhэдэй-шоно). По номерному признаку род шоно делится на I, II, III, IV, V и VI шоноевские (чернорудские) роды.
Эхириты в составе селенгинских бурят. В летописи «История возникновения шести селенгинских родов» упоминаются десятки, которые были объединены в отоки-роды. В первый оток Шоно (Чонорудский) эхиритского аймака входило три десятка: гильбиринская «десятка» шоно, абзайская «десятка» шоно, харганатская «десятка» шоно; второй оток Шоно включал в себя удунгинских, баянгольских эхиритов, темникский десяток; олзоны Дээдэ (Верхнего) Оронгоя, загустайские олзоны, баяндай, хэнгэлдэр составляли Ользоновский оток.
В состав иволгинских бурят входят следующие эхиритские роды: шоно, абазай, олзон, баяндай, балтай, хэнгэлдур. Род шоно представлен подродами: хамнай-шоно, согол-шоно, борсой-шоно, найрай. Согол-шоно в свою очередь представлен ветвью адаг-шоно. Хамнай-шоно представлен поколением дунууд, борсой-шоно — поколением буянтай. В составе олзонов Иволгинского аймака отмечены следующие поколения: улахай, ханхай, ахурга, баянгаза, тураха, хаптагай; в составе рода хэнгэлдур: бирту. В родословных оронгойских олзонов отмечены ветви: улаахан олзон, багдал, харал олзон, моной.
Эхириты за пределами РФ. Во Внутренней Монголии проживают представители родов: ихирэг, ихирэс, ихирэд, хэрэмучин. В Монголии известны носители родовых фамилий ихирэс, ихир, ихэр, ихэр боржигон, ихэр монгол, ихэрт, ихэрүүд, ихэрч, ихэрчүүд, хэрэмчин, хэрэмч, хэрэм.
Название некоторых крупных родов на бурятском языке:
Абаганууд, Абазай, Басай, Балтай, Бахай, Баяндай, Буура, Буян, Готол, Ользон, Тогто, Хадалай, Хамнагадай, Харбатай, Һэнгэлдэр, Шоно.
Примкнувшие роды. В составе рода галзуд, проживающего среди булагатов и эхиритов выделяют следующие ветви: тодок, маншуна (маншууна), ходо (хоодо), ухин, яньхин (енхэн), нохой-галзуд, нэхэли-галзуд, дархан-галзуд, зэнхэн-галзуд, ухантай-галзуд. В составе хамниганского рода мунгал, проживающего среди баргузинских эхиритов, значится ветвь галзутского происхождения гальдзогир. Род торгоуд, также проживающий среди западных бурят, включает ветви: мадуутан, буханайтан.
В числе эхирит-булагатских родов упоминаются роды разного происхождения, включая коренные эхирит-булагатские, а также позже примкнувшие к ним: адагуши, ашахай, ашита, бодорхон, болдой, боргой, бузагад, бырбихэн, долод, дурбэд, дуртум, зумад (замод), зунгар, ирхэд (иркит), манхамуд, обондэй, оута, очеул, сэгэнуд (олод), табяжин (тайбжан), турлаг (туряалаг), тутур, тэртэй (тэртэ), улабат (уляба), урянхай, хара-монгол, хармяган, хасамаг, хартул, хахта, хонюд, хорчид, хотогойто, хулдад (хулдуд), хурдуд (хара хурдуд, саган хурдуд), хухтэ, хэнгуд, хэрбид, чечол, чегодэр, читуд, шарад, шолод, шошолог, барагуд, хурэнуд, обогол, архад. Также в списке родов, которые не относятся ни к одному из четырёх основных племен бурят, С. П. Балдаев упоминает следующие: урдут, малиха, абат, хачан, хочин.

## Этнотерриториальные группы
В XIX веке, в период существования Степных дум, у бурят сформировались новые общности — этнотерриториальные группы, которые разнятся между собой, помимо территориальных, различиями культурными и языковыми. В составе бурят выделяются следующие этнотерриториальные группы: нижнеудинские буряты, нижнеокинские буряты, балаганские (унгинские) буряты, аларские буряты, китойские буряты, идинские буряты, кудинские буряты, верхоленские буряты, ольхонские буряты, тункинские буряты, закаменские буряты, окинские буряты, баргузинские буряты, кударинские буряты, селенгинские буряты, хоринские буряты, агинские буряты.

### Нижнеудинские буряты
Наиболее западной этнотерриториальной группой бурят являются нижнеудинские буряты. В составе нижнеудинских бурят исследователями отмечаются следующие роды: тумэшэ, шарад, кулмэнгэ (хулмэнгэ), мальжираг, туряалаг (вкл. унхатуряалаг), кхоршон, кара коршон, саган коршон, янта коршон, котоб, барунгар, якта, бэбри, кхотомуд, кхурдуд (хурдуд, хурдад, хордууд), кара-дархан (ко-дархан), саган тинса, кара тинса, бакан, бурхан шубун, ашибагад, шуртос. Нижнеудинские буряты расселены в среднем течении реки Уды, впадающей в Ангару в её среднем течении с южной стороны. Как видно, из приведенного списка, часть представляет осколки малых племен, известных среди остальных групп бурят, такие, как шарад, хулмэнгэ, хурдуд, ашибагад. Большая часть распространена только среди нижнеудинских бурят.

### Нижнеокинские буряты
Нижнеокинские буряты — этнотерриториальная группа в составе бурятского этноса. Традиционными местами расселения являлись низовья Оки и территория Братской волости. Основу этнического состава этой группы бурят составляли икинаты.
Нижнеокинские буряты в XVII в. первыми вступили в контакт с русскими. В середине и конце XVII в., после столкновений с русскими казаками, икинаты массово покидали районы своего расселения в низовьях р. Оки и переселялись на юг, где вошли в состав балаганских, аларских, идинских и кударинских бурят. В составе Балаганского ведомства икинаты составили два Икинатских административных рода и Шолотский административный род. Несмотря на уход значительной части бурят, в XVIII в. вокруг Братского села остается немногочисленное бурятское население, которое, несмотря на преобладающее русское население и его культурное влияние, сохраняет свою идентичность.
В состав данной группы кроме икинатов входили букоты, хурхаты, зунгары, нараты, зунги, зоты, балай и одно из подразделений ашибагатов. Основу икинатского объединения составили племена сэгэнутского происхождения и примкнувшие к ним булагаты.

### Балаганские буряты
В состав этнотерриториальной группы балаганских или унгинских бурят входят такие роды, как букод (бухэд), булуд (болод), зунгар, ноёд, олзой, муруй, хулмэнгэ (хулмээнгэ), хогой (хоогой), онгой, онхотой, икинад, барай, холтубай, шарад (шарайд), боролдой, харануд, хангин, ашибагад (ашаабагад), тэртэ, тагна (хор-тагна), занги (зунги, зангей), янгуд, соленгуд (солингууд, солонгуд), хонхирад, готол, шарануд, ехэнуд, боронуд, зод, шолод, хонгодор, хотогойд, сартул (шарга-сартул и зэрдэ-сартул). В составе ноётов известны два подразделения: туман и зуман. В числе балаганских (унгинских) бурят А. А. Бадиевым также упоминаются следующие роды: зомод, бузагад, омог, шошолог (шошоолог), хэрбэд, наймадай. Балаганские буряты расселены в долинах Унги и её притоков, в среднем течении Оки, а также по западному берегу Ангары. Около половины племен входило в состав большого племени булагатов. В северной части расселены племена, входившие в XVII веке в икинатский племенной союз. Племена позднего монгольского происхождения дисперсно расселены и в основном массиве.

### Аларские буряты
В состав этнотерриториальной группы аларских бурят входят такие роды, как хонгодор, ашхай, тайбажан, ашита, харганай, хагта (хахта), хабарнуд, шоно бурутхан (буруутхан), дуртэн, болдой, хотогой, сартул (бурхи-сартул), шошолог, боронуд, хурдуд, шарануд, холтубай, шакуй, янгуд (енгуд, енгууд), хурхуд (хурхууд), туралаг (туряалаг), хогой, ноёд, бадархан, наймангут, кугеска, харанут, икинат. С. П. Балдаев также упоминает следующие поколения: боролзой, даша, гуран, холошо, улаазай, шуранхан, долоонгууд, гунай. Упоминаются следующие ветви рода шарануд: биаргай (баргай, барга, зуун, зуун модон), бэбэрхэн (бэрбэхэн, хурхат), хуритэй (хултэ, хулта, шабшалтуй, тайшалтуй). Большинство племен принадлежит большому племени хонгодоров. Аларские буряты расселены в долине реки Белая, и её притока р. Аларь. К числу близких хонгодорам относятся буряты племени бадархан. В составе также есть осколки малых племен булагатов и небольшие группы выходцев из Монголии, не вошедших в большое племя хонгодоров.

### Китойские буряты
В состав этнотерриториальной группы китойских бурят входят такие роды, как сайгуд, хойхо (хойго, hойhо), шошолог, хурхуд, хатагин, тайшуд, урянхай, хонгодор, салжууд, дурбэн. Китойские буряты расселены по притокам Ангары — среднее течение и низовья Китоя и по берегам Балея. Большинство населения состоит из малых племен, не входивших в крупные племенные объединения, а также из булагатов и хонгодоров.

### Идинские буряты
В состав этнотерриториальной группы идинских бурят входят такие роды, как готол, янгуд, ирхидэй, олзой, муруй, хулмэнгэ, ноёд, хогой, онгой, онхотой, холтубай, барай, булуд, шаралдай, зомод, хурдуд, обогон, хулдад (хулдуд), буин, обондой, манхолюд (моголюд), аргаhан, нарад, тогто, сэгэн, хангажин. В составе племенного объединения обогони олон отмечены роды: хоогой, онгой, ирхидэй, холтубай, онхотой, булуд. Род янгуд включает пять подразделений: хухэнэй, аадай, габаали, обхой, убэй. В числе родов, проживавших под Идинским острогом, М. Н. Богдановым также упоминается чигут (кингулт). Идинские буряты расселены в долинах рек Иды, Осы и их притоков, а также верховий Уды, впадающей в Ангару с востока. Основную массу идинских бурят составляют булагатские племена. Единственным эхиритским является племя тогто. Остальные племена являются осколками одноимённых монгольских племен, по большей части ойратских.

### Кудинские буряты
В состав этнотерриториальной группы кудинских бурят входят такие роды, как алагуй, абаганад, ашибагад, харануд, бубай, бабай, буин, хурумша, олой, отонхой, хухурдой, мунхэлэй, саган, далхай (боржигон далахай), дурлай, хухэнуд, ехэнуд, сонгол, дархад, хан-хиргис, галзуд, нохойуруг, хуасай, гушид, худай (вкл. хумэжэ ураг), хонгодор, тажагар, сайгуд, толодой, соогол, тайшут. В Эхирит-Булагатском районе также были зарегистрированы роды: в с. Хатар — мэрхэсейруг (мэрхэсэ ураг, мэрхэсэраг), халдайруг, балдаруг, хуторуг; в с. Ныгей — монтойруг, сагалайруг, туршанхайруг, талтайруг; в с. Байса — халмагтаруг, гузэйруг; в с. Улан — шихтаруг, хабаруг, халбашхаруг, малгайтайруг. Кудинские буряты расселены в долинах рек Куды, Мурина, Китоя впадающих в Ангару, а также буряты долины реки Голоустной впадающей в озеро Байкал на юго-западе. В общем, большинство кудинских бурят составляют малые племена булагатов. Несколько малых племен, издавна расселенных в Кудинской долине, не входят в состав большого племени булагатов. Присутствуют также осколки племен из разных мест этнической Монголии, прибывшие в позднем средневековье и в новое время.

### Верхоленские буряты
В состав этнотерриториальной группы верхоленских бурят входят такие роды, как шоно, хэнгэлдэр, абазай, олзон, баяндай, худагсаган, хадалай, бура, хамнагадай, бахай (вкл. баахай дайнша, баахай харамалгай), хойбо, нэхэлэй, содо, хэрмэ (хэрмэшин, кырма), булуй, балтагай, басай, харятай, хурай, эмхэнуд, алагуй, хухурдой, миндалхай, хурхуд, харануд, саган, хоридой, нагатай, галзуд, нохойуруг, хуацай, шарайд, сэгэнуд, тугуд, хайтал, торгоуд, боронуд, зунги, булга уруг, булгадай, минган (мингараг), алаг, богол, нетун, согол, оторши (оторчин), эрен дэглэй (эрэн дэглэй), лавхай (лабхай), сазагай, дарбай, сойот. В состав буровских административных родов входили племена буура (бура), булюу (булю ураг, булуй), минган (мингараг), абхай, хойбо, сохранявшие общую идентичность как баруун буураhууд. В числе родов, проживавших в Верхоленском крае, М. Н. Богдановым также упоминаются хонгодор, тутур, очеул, кулен. Верхоленские буряты расселены в долинах верховий Лены и её притоков, а также в долинах верховий Куды и Мурина. Большинство принадлежит к большому племени эхиритов. Присутствуют булагатские племена. Встречаются племена, по традиции относимые к хори, но по собственным преданиям, некоторые из них вышли из Джунгарии. Отмечаются также осколки племен ойратского и монгольского происхождения.

### Ольхонские буряты

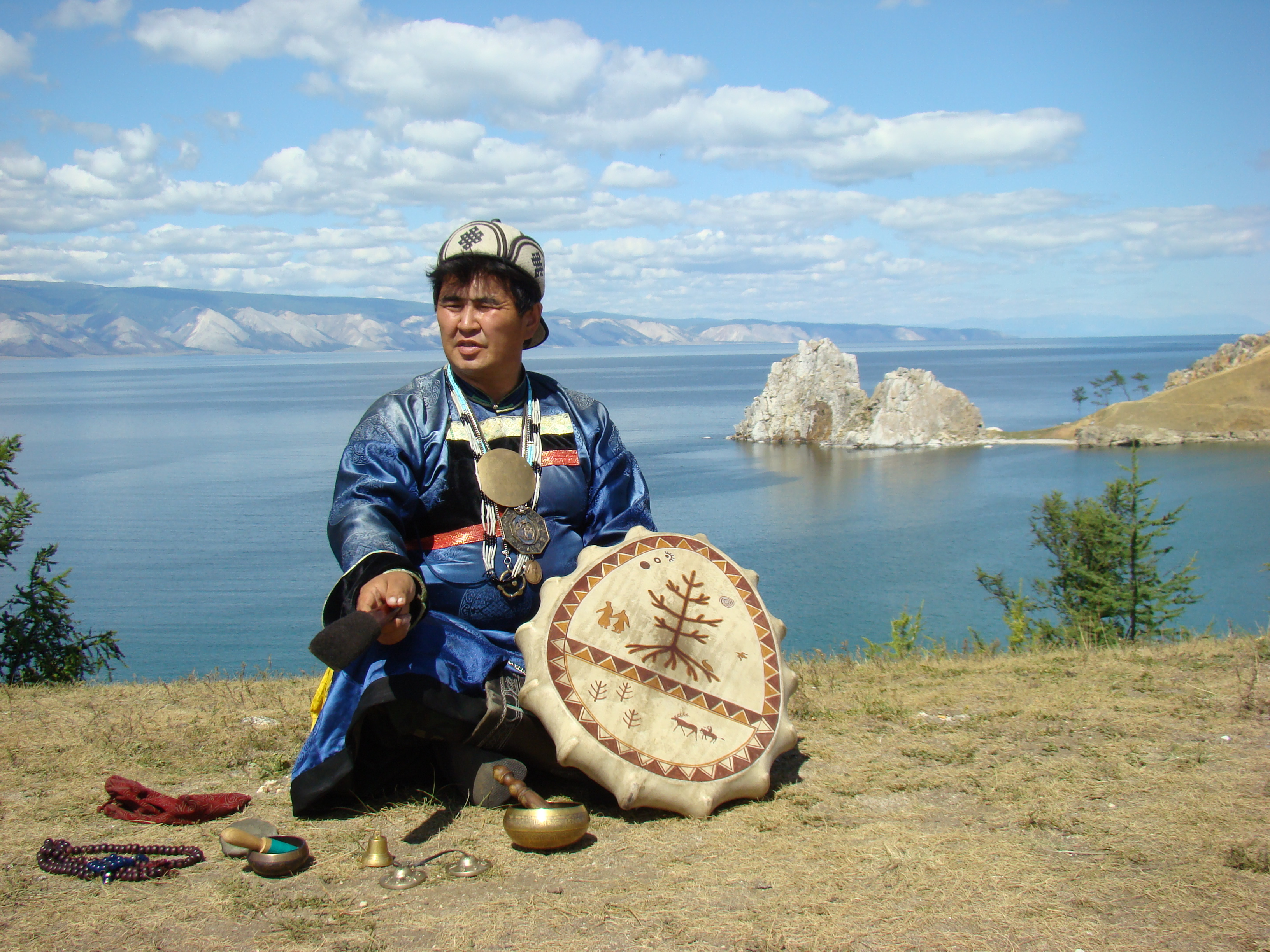
Ольхонский шаман Валентин Хагдаев

В состав этнотерриториальной группы ольхонских бурят входят такие роды, как шоно, абазай, хамнай, хэнгэлдэр, алагуй, сойод (соёт), галзуд, сэгэнуд, хайтал, буян, дурлай, харбяд, нохой, баяндай, хурумша, булагад. В состав административных абзаевских родов, помимо собственно двух абазаевских племен — ехэ-абазай (I) и бага-абазай (II), входили также представители племен баяндай, сэгэнуд, хайтал, эмхэнут и харбат (haрбад). Основу Хенхедурского административного рода составляли представители племени хэнгэлдэр (hэнгэлдэр). В состав этого рода также входили сэгэнуты, хайталы и галзуты. Основу I Чернорудского рода составляли шубтэхэ-шоно, бага-шоно. Также в составе этого рода числились галзуты, преимущественно нохой-уруки, хайталы. Основу VI Чернорудского рода составляли оторши-шоно, ехэ-шоно, адаг-шоно, онходой-шоно. Также в состав данного рода входили борсой-шоно, зэнхэн-галзуты, отонхой и эдэгэ. В состав II Чернорудского рода входили борсой-шоно, бэсэгэн-шоно, боро-шоно. Также упоминаются роды: улан-шоно, уха-шоно, эмхэнуты, соогол-шоно, ухантай-галзуты. III Чернорудский род был представлен племенем басай-шоно. IV Чернорудский — балтай-шоно, V Чернорудский — зухэдэй-шоно (зуhэдэй). Совместно с шоно в III и V Чернорудских административных родах были расселены хайталы. В составе ольхонских галзутов упоминаются ветви: нохой-уруг, хайтал, зэнхэн-галзуд, ухантай-галзуд, маншуна-галзуд, дархан-галзуд. Ольхонские буряты расселены на острове Ольхон и в средней части западного побережья озера Байкал. Большинство составляли выходцы из долины верхней Лены — племена эхиритов, а также сопутствующие им осколки сэгэнудов, галзудов и других малых племен бурят верховий Лены и долины Куды.

### Тункинские буряты
В состав этнотерриториальной группы тункинских бурят входят такие роды, как хонгодор, хурхуд (хурхууд, хурхад), шошолог, тэртэ, хойхо (хойго, hойhо), бадархан, чалдар (челдар, шалдаарнууд), урянхай, сойот, иркит, онход, таха, мандай, булагад, зунгар, хоршон (хорчид, хоршод), залха, енгуд, чахар, донгойд (донгод), мондэ, бурутхан (буруутхан, бурудхатан), далхай (далахай, долхой, боржоон далахай, боржигон далахай), бурэнгуд (бурэнгуй), ноёд, уляба (уляаба), долоонгуд (долонгуд), шоошхой, даланча, шоно, эрсиисхэд, табалангууд, турайд, тулмашад, харьбяад, ирэн.
Тункинские тэртэ подразделяются на два подрода: ноёд и даланша. В числе родственных роду мондэ (мондээтэн, мондэ яhан) упоминаются кости: хульшайтан (хульшэ яhан), магатан (марга яhан), мэнтиртэн (мэнтир яhан). В числе родов, проживавших в районе Тункинского острога, М. Н. Богдановым также упоминаются хонют, киркульт, шолот, чичедар, шаранут, ценгенхин (сэнтигэн), заяктай.
Тункинские буряты расселены в долинах реки Иркут, и её притоков, находящихся в горном массиве Восточного Саяна. Наиболее многочисленной общностью являются хонгодоры. Среди тункинских хонгодоров отмечены такие роды, как ашхай, шуртху, саган, моотонго, шуранхан, бадархан. Основную часть составляют малые племена, неприсоединившиеся к большим бурятским племенам. Распространены также прежде тюркоязычные сойоты, иркиты, а также прежде тунгусоязычные залха.

### Закаменские буряты
В состав этнотерриториальной группы закаменских бурят входят такие роды, как хонгодор (вкл. саган (сагаан), шурунхан, шуртхэ), тэртэ, хурхуд, хойхо (хойго, hойhо), булбэ (бульбэ, булбу), хоршод (хорчид, хорхид), салжууд (салджиуд, сальжуд), атаган, бурэнгуд (буруунгууд), алагуй, сартул (вкл. шара азарга, зээрдэ азарга, хэрдэг), уляаба (уляба), долоонгуд (долонгуд), дурбэнгуд (дурбэнгууд), боолдой (болдой), соохэр (сохэр), ангад, зунгар, барунгар, галзуд, шоно, тангуд, сойот, заяктай (заягтай), сэнтигэн, шошолог, монга. В составе крупного этнического подразделения хойхо (хойго, hойhо, hойхо, сойго, сойсо, сойцо) значатся следующие роды: хойхо (хойго, hойhо), дажи, хорчид (хорхид), бурэнгуд, барунгар, зунгар, минаахай, ухин, булбэ ураг, дани. У закаменских тэртэ имеются свои подроды: ехэ, бага, шагнаан, зодбо, маалинха. Основу закаменских тэртэ составляют поколения бажигадай и мангадай, в именах которых прослеживается связь с этнонимами «бажиган»/«бажинаг» и «мангуд».
Также в составе закаменских бурят упоминаются роды: цонгол (сонгол), баяндай, бахасар, монгол, урянхай, хан-хиргис (хан хиргиз), айшха, донхой, хоогой, хохо, мосхоо, батажаан, аштараг, далахай, яхирмай, алита, ангад, абхай, бохон, жаба, ярангадай, шаглаан, гоноон, бороон, хабарнууд, дайраан, онгорёон, буубэлдэй, хуртага, олёд, уриган, шуртахаан, моотогон, алтан, шудхэ, алтай, турай, хоржоон, судагай, мордуушха, бортоон, шагнаан, зодбо, жодоохон, гуур, улаантан, манза, пайбал, ярхай, попоос, мардан, будуухай, гуринха, бурзай, болхой, тангаан (тангад), монхоо, ходой, обохон, бааял, шара хамган, табаха, шаранхай, гуша, арагата, буха, хара буха, хантай, зармагтай, халзан, шахай, ехэ гохин, бага гохин, хоондо, улзы, улэнтэ, содоор, ханхабай, хаарал, эрхэ, минаахай, шоохой, омойхон, шамайхан, ажахай, хухэ толгой, ноёд.
Закаменские буряты расселены в западной части горного хребта Хамар-Дабан в верховьях реки Джиды и её притоков. Основу составляют малые племена, неприсоединившиеся к большим племенам. Представлены в небольшом количестве хонгодорские племена, также группы булагатов и эхиритов. Племена сартул и атаган являются частью племен, расселявшихся в XVII веке в устье Селенги. Присутствуют сойоты и тунгусские племена: заяктай и сэнтигэн, которые в течение XIX века были ассимилированы бурятами.

### Окинские буряты
В состав этнотерриториальной группы окинских бурят входят такие роды, как боолдой, шуртху, шуранхан, моотонго, тэртэ, даланча, шоошхой, нойод (ноёд), долоонгууд, донгод, хойхо (хойго, hойhо), хоршод (хорчид), саган, булга, муртэн, шонорог, махарог, уляаба, сойот, иркит, хаасут, онхот (унгут). Окинские тэртэ включают в свой состав следующие подроды: даланша, долоонгууд, ноёд, шоошхой, донгойд (донгод). Окинские буряты расселены в верховьях Оки, в долине ограниченной с северо-востока хребтом Восточным Саяном, с юго-запада хребтом Большой Саян. Основу окинских бурят составляют малые племена — осколки тункинско-закаменских племен, не входящих в состав большого племени хонгодоров. Хонгодорские племена боолдой, шуртху, шуранхан, моотонго являются этнической общностью среди окинских бурят. Особняком стоят племена, которые ещё в XIX веке были билингвами и наряду с бурятским пользовались родным тюркским языком — сойоты, иркиты, хаасуты и онхоты.

### Баргузинские буряты
В состав этнотерриториальной группы баргузинских бурят входят такие роды, как абазай (абзай), баяндай, шоно, хэнгэлдэр, булагад, галзуд, сэгэнуд, эмхэнуд, бура, уули (ули, оли, ооли), басай, оторши (оторчин), шарад, хурумша, онгой, хадалай, содой, богол (босогол), согол, нетун. В состав баргузинских хэнгэлдыров входят следующие кости: хонхой, хадалай, хазухай, ульдэй, содой, ухан, номол, екуй (еэхуй), уули (ули, оли, ооли). В числе баргузинских галзутов называются такие ответвления, как тодок, маншуна (маншууна), ходо (хоодо), ухин, яньхин (енхэн), нохой-галзуд, дархан-галзуд. Род булгад (булагад) образовался в результате объединения кости булгад, принадлежавшей к роду абзай, с ответвлениями рода шоно: богол, согол, нетун (нэтуг). Баргузинские буряты расселены в долине реки Баргузин, впадающей в озеро Байкал на северо-востоке. Все племена баргузинских бурят являются выходцами с верховий Лены и долины верховий Куды и её притока Мурина. Большинство из них принадлежат большому племени эхирит. Такие племена, как сэгэнуд, эмхэнуд, хурумша являются неприсоединившимися к большим племенам. Племена галзуд и шарад, чьи этнонимы совпадают с хоринскими, также являются выходцами с западной стороны Байкала.

### Кударинские буряты
В состав этнотерриториальной группы кударинских (байкало-кударинских) бурят входят такие роды, как абазай, шоно, олзон, хэнгэлдэр, алагуй, ашибагат, хурумша, сэгэнуд, хайтал, дурлай, галзуд, торгоуд, монгол, хамниган, отонхой, баяндай, бура, зунгар, балтай, нагатай, абаганад, икинад, дархад, тарха, балай-сэгэнуд. В составе рода шона на территории Кударинской степи упоминаются следующие подразделения: тумэнтэй, борсой, согол, хамнай, хонхо, балтай, ехэ-шоно, бага-шоно, яртага. Род алагуй включает подразделения: хэрэй и саганаг. Также упоминаются ветви рода абхан: бахадай, батар, альсхан, монсон. С. П. Балдаев упоминает ветвь рода галзуд — дархан-галзуд. Кударинские буряты расселены в одноименной степи, находящейся в устье Селенги на восточном берегу озера Байкал. Также как и баргузинские буряты являются выходцами с долин рек Лена, Куда и Мурин. Большинство племен относятся к эхиритам. Сопутствующими им являются верхоленские сэгэнуды, хайталы, дурлаевцы, торгоуды, галзуды, шарады, зунгары и муринские хурумшинцы не входившие в большие племена бурят. Булагатами являются буряты племен алагуй, ашибагад, отонхой.

### Селенгинские буряты

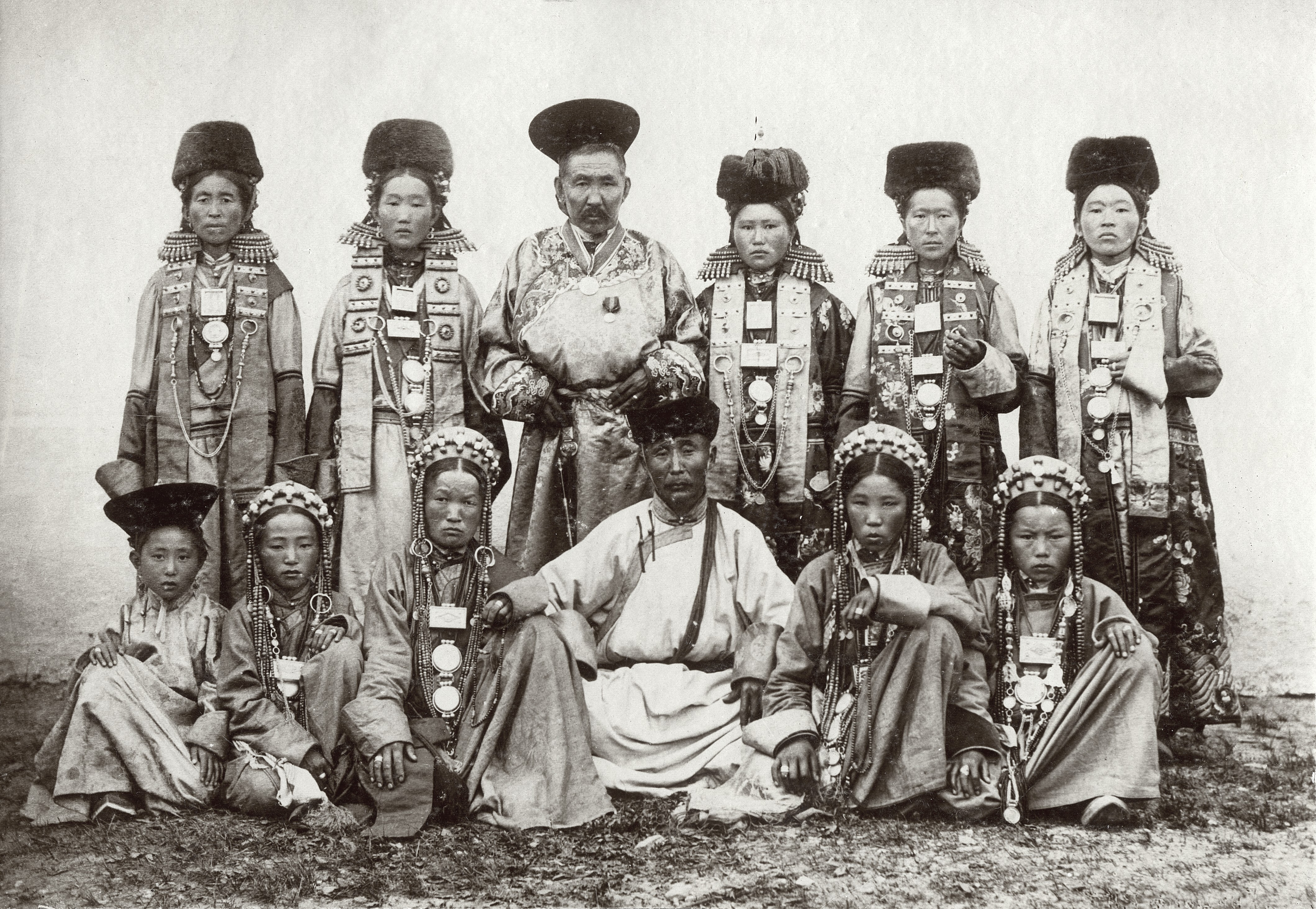
Селенгинские буряты. Фотография 2-й пол. XIX века

В состав этнотерриториальной группы селенгинских бурят входят такие роды, как ашибагад (ашебагад), харануд, цонгол (сонгол), атаган, хатагин, сартул, узон, хурумша (хурумчи, хурумчин), олзон, бумал, табангуд, алагуй, готол, бабай, боян, урянхай, шоно, абазай, галзуд (галцзуд), хонгодор, хасама, хамниган, бошин, шошолог, цоргил, алцутха, тэлэгун, хэнцэх, выбылк, бухари (вкл. бухарские роды соловых и рыжих жеребцов), тайши (тайчжи) (вкл. белые и черные тайшинцы), шири, байдан, чонад, боготул, солон, гозум, бэбэлэг, боленгуд, найман, цохор, батод (баатуд, баатад), хотогойд, юмшой (юншоб, юншооб), номход, илджигид, урлуд, арабтан, арбанад, харчид, шаралдай, абагануд (абгануд), шаван, джарай, дурбэд, хачинуд (хаченуд), зургин, хайтал, богол, булгад, янгуд, муруй, хангин, хогой, хухуйд (хухыд, кхухыд, хухэй), джунджэн, хэнгэлдэр, хотогту, хирчид, дамарин, бани, алатай, халчин, хорчид, салджуд, хуйд (кхуйд), хулмэд, хорлид (хурлад), онход, хэрдэг (хырдык), бунгуд, хурхуд, хатнол, дзэрид-азарбатан, хариан, арбагатан, монгол, дабши, согол, борсой, бухуд, онгод, холдумуй, суламанги, бардам, аргасун, шарайд, батанай, гучид, хирид (кхирид), урлюд, абгад (авгад), сунуд, халбин, дайтхад, арбатан, сойсун, орлод, харидол, загол, горлад, абагад-абгоцол, кирийт-кэригут (хирид-хэрэгүд), урянхай-отонхой, хотокто-юншов, батот-хатагин, солон-солонгон, хойхо, чахар, хотогон, тугчин, урад, горлос (хорлос), джалаир (залаир, залайр), минган, андагай, тэмдэгтэн, табантан, табдайтан, зэльмэн-урянхай, батут-урянхай, баин-урянхай, булуудха (булуд), отог, добо, ходойтон, тимоонтон, энджэтэн, дэнжэтэн, галдантан, досоо бэе, урянх-зэмбэ, гоноонтон, хаахартан, ханхаатан, убур-кирей. В составе большого рода готол-бумал значатся следующие роды: онход, хангин, бухуд (букуд), холдомой (холдумуй), соломанхи, уута, бардам, арагусан, адушн, енгуд, муруй, хоогой (хогой) и хухыд.
Селенгинские буряты расселены в среднем и нижнем течении реки Селенги, в среднем и нижнем течении реки Джиды. Большое количество племен в составе этнотерриториальной группы селенгинских бурят объясняется тем, что в этом регионе скопилось большое количество осколков племен западных бурят бежавших в Монголию — на восточное побережье Байкала в середине XVII века. Также некоторые племена западных бурят были переселены в долину Селенги и введены в казачье сословие, после вхождения этой территории в Российское государство для охраны границ. Здесь сохранились также предшествующее западнобурятским монгольские племена табангуд, атаган, хатагин, сартул, цонгол (сонгол) и др. Также в течение XVII—XVIII веков в этот район постоянно прибывали беженцы из этнической Монголии от Чахара и Ордоса на юго-востоке до Джунгарии на западе. Бегство в пределы Российского государства было обусловлено внутренними распрями между халха-монголами и джунгарами, а также завоеваниями маньчжуров. В силу сложившихся ситуации в этом регионе этнической Бурятии сложилось наиболее пестрая этническая картина, сложенная из племен, осколков племен из монгольских степей и с западного берега озера Байкал.

#### «Баруун найман» и «зургаан эсэгэ»

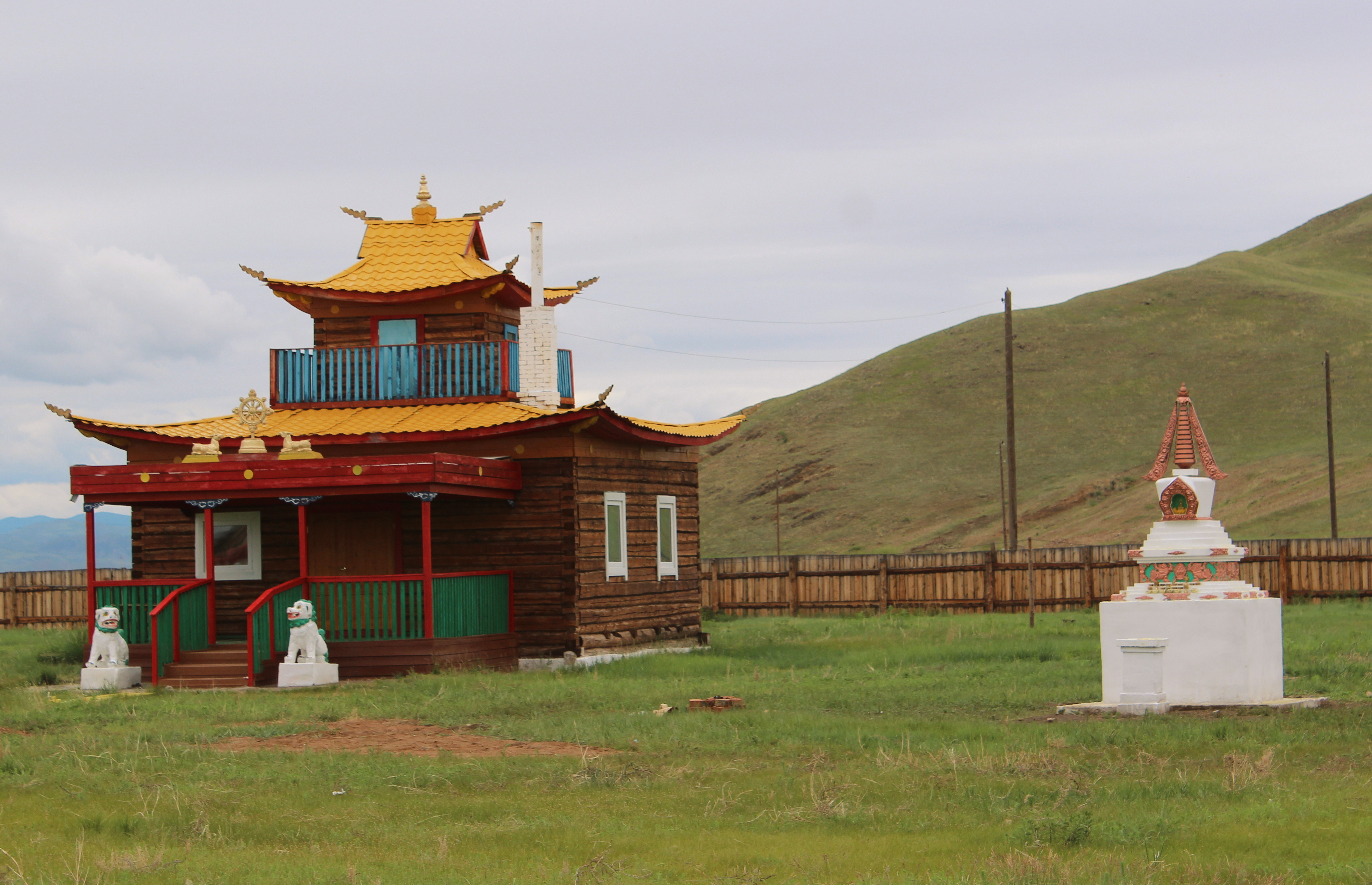
Табангут-Ичётуйский дацан

Селенгинские буряты подразделялись на два крыла: «баруун найман» (западная восьмерка) и «зургаан эсэгэ» (шесть родов). «Баруун найман» составляли цонголы, сартулы, атаганы, табангуты, узоны, хатагины, ашабагаты и подгородные (андагай). «Зургаан эсэгэ» составляли шаралдай-харанууд, бабай-хурамша, готол-бумал, шоно, олзон, алагуй.

##### Селенгинские отоки
В летописи «История возникновения шести селенгинских родов» упоминаются десятки, которые были объединены в отоки-роды.
Зургаан эсэгэ. Иволгинская «десятка» бабай-хурамша, селенгинская «десятка» хурамша, жаргалантуйская «десятка» хурамша составляли Бабай-Хурамшинский оток; в первый оток Шоно (Чонорудский) эхиритского аймака входило три десятка: гильбиринская «десятка» шоно, абзайская «десятка» шоно, харганатская «десятка» шоно; второй оток Шоно включал в себя удунгинских и баянгольских эхиритов; олзоны Дээдэ (Верхнего) Оронгоя, загустайские олзоны, баяндай, хэнгэлдэр составляли Ользоновский оток; иволгинская «десятка» бумал-готолов, ангинская «десятка» бумал-готолов, оронгойские готол-буумал, загустайские готол-буумал, сутойские готол-буумал составляли Бумал-Готольский оток; алагуй-иройская «десятка», эбэр (убэр) инзагатуйская «десятка» составляли Алагуевский оток.
Согласно Л. Л. Абаевой, оток Харанут в составе селенгинских бурят включал шесть десятков: булагат-далай-харанут, нижнеоронгойские шаралдай-харанут, загустайские харанут, иволгинские буян, жаргалантуйские абганат, тохойские буян. В книге «Родословная иволгинских бурят» в составе данного отока упоминаются семь десятков: иволгинские шаралдай-харануты, дунда (средние) харануты, загустайские харануты, доодо (нижние) оронгойские харануты, иволгинские буяны, жаргалантуйские абагануты, тохойские буяны.
Также упоминаются четыре харанутских отока: Селенгинский Харанутский оток, Селенгинский Енхорский Харанутский оток, Иройский Харанутский оток, Чикойский Харанутский оток. Селенгинский Харанутский оток состоял из поколений харанут, далай-харанут, шаралдай, боян, абаганут, ша-ван, чжарай, дурбэт, хашхай ураг (один из ашибагатских ураков); Селенгинский Енхорский Харанутский оток (II Селенгинско-Харанутский оток) — харанут, абаганат; Чикойский Харанутский оток — харанут, хасама, хонгодор, хамниган, бошин, шишелок, ашбагат, боян; Иройский Харанутский оток — далай-харанут, шаралдай, дабши, а также, предположительно, булуудха.
Баруун найман. Крыло «баруун найман» составляли следующие отоки: оток ашабагатов, два атаганских отока, два отока сартулов, три отока табангутов, Подгородный оток (андагай), оток узонов, оток хатакинов, оток сонголов.

##### Иволгинские роды

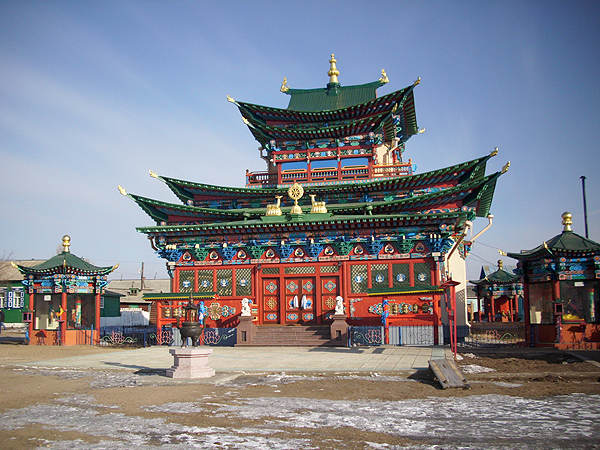
Иволгинский дацан. Дворец Хамбо-ламы Итигэлова

В состав иволгинских бурят входят следующие роды: эхиритские: шоно, абазай, олзон, баяндай, балтай, хэнгэлдур; булагатские: алагуй, бубай, буян, готол, хойбо, енгуд, шаралдай; также среди иволгинских бурят отмечены следующие роды: ашаабагад, абаганад, галзуд, хайтал, харануд, хурамчи, торгоуд, атаган. Род алагуй представлен подродом одой. Одой представлен ветвью борной (борнойтон обог). Род шоно представлен подродами: хамнай-шоно, согол-шоно, борсой-шоно. Согол-шоно в свою очередь представлен ветвью адаг-шоно.
Поколения иволгинских бурят. Хамнай-шоно представлен поколением дунууд, борсой-шоно — поколением буянтай. Упоминается ветвь рода харанууд — шаабан харанууд. В составе олзонов Иволгинского аймака отмечены следующие поколения: улахай, ханхай, ахурга, баянгаза, тураха, хаптагай; в составе рода хэнгэлдур: бирту; в составе рода бубай: олоhор; в составе рода буин (буян, буянгууд): аржагар, хомоhоожи; в составе рода готол: улзэй, буумал, уута; в составе рода шаралдай: хуриган, багай; в составе рода хурамчи: шаатха, сабаахи; в составе рода харануд: шархи; в составе рода хойбо: холтоши; в составе рода атаган: тубшэнтэн. Кроме этого в книге «Родословная иволгинских бурят» упоминаются ветви рода шаралдай-харанууд: холхоотон, hамагантан, петруутан; рода готол-буумал: ламатан, жабуутан, шаратан, пулуутан, улаантан-башкиртан; рода буян (буин): баалахан. В родословных оронгойских олзонов отмечены ветви: улаахан олзон, багдал, харал олзон, моной; оронгойских харанутов: далайн харанууд, хандабайн харанууд, шаабан харанууд, хандабай-шаралдай харанууд.

### Хоринские буряты
В состав этнотерриториальной группы хоринских бурят входят такие роды, как галзуд, хуацай, хубдуд, шарайд, гучид, харгана, худай, бодонгуд, халбин, батанай, саган. В состав этнотерриториальной группы хоринских бурят также входят эхиритские роды: шоно, хэнгэлдэр, ользон, булагатский род алагуй, западнобурятские роды: хайтал, нохой (нохойуруг). Хоринские буряты расселены на обширной территории, ограниченной с востока Яблоновым хребтом. Основная часть населения расселена в долине реки Уды, впадающей в Селенгу, в долине реки Хилок и его притоков к востоку от Селенги. Основную массу этнотерриториальная группы хоринских бурят составляют представители большого племени хори, состоящего из одиннадцати родов. В небольшом количестве в этом регионе представлены выходцы из Баргузинской долины: эхиритские роды шоно и хэнгэлдэр.

### Агинские буряты
В состав этнотерриториальной группы агинских бурят входят такие роды, как галзууд, харгана, хуасай, хубдууд, шарайд, бодонгууд, худай, сагаан, халбин, сахалтуй. Агинские буряты расселены в низовьях реки Онон, в долине реки Ага и в среднем течении реки Ингода. В основном, агинские буряты представлены хоринскими племенами, остальные группы являются меньшинством, которое не составляло административных единиц.

### Шэнэхэнские буряты
В Китае проживает этнотерриториальная группа шэнэхэнских бурят в местности Шэнэхэн Эвенкийского хошуна городского округа Хулун-Буир Внутренней Монголии. Откочевавшая в Китай группа состояла в основном из агинских бурят (преимущественно представителей восьми хоринских родов), небольшой части баргузинских и селенгинских бурят. В составе агинских бурят традиционно выделяют 8 хори-бурятских родов: харгана, хуацай, галзут, саган, шарайт, хубдут, бодонгут и хальбан. Кроме этого в составе агинских бурят также отмечены хори-бурятский род худай и бурятский род сахалтуй. Также по соседству с агинскими бурятами проживают ононские хамниганы. Небольшой процент бурятских эмигрантов в Шэнэхэне составляют выходцы из Баргузинского, Хоринского, Бичурского, Селенгинского, Джидинского аймаков Бурятии. По информации шэнэхэнских бурят, в Хулун-Буире проживают потомки не только забайкальских бурят, но и выходцы из Предбайкалья: потомки боханских (идинских) и балаганских бурят.

### Буряты Монголии
Крупнейшую часть бурятского этноса за пределами Российской Федерации представляют собой буряты Монголии. В настоящее время буряты проживают в Дорнодском, Хэнтэйском, Центральном, Орхонском, Дархан-Уулском, Селенгинском, Булганском, Хубсугульском, Забханском, Архангайском аймаках Монголии. Кроме того, буряты населяют промышленные центры, такие как Дархан, Эрдэнэт, Багануур.
Хэнтэйский аймак в основном населяют хори-буряты (роды: цагаан, галзууд, бодонгууд, шарайд, хальбин, батнай, худай, гучид, хубдууд, харгана, хуацай, кроме них, баатад, баргужин, гахан, олхонуд, хурлаш, чонод, хар намяад, шарнууд, шээжин); в Селенгинском аймаке доминируют представители этнографической группы селенгинских бурят (роды: абгад, атаган-цонгол (атаган сонгоол), харануд сонгоол, узон сонгоол, ач абгад, ашибагад, баатад, баруун абга, батнай, бодонгууд, булган-харнууд, гучид, юншээбуу (еншөөбу), урлууд, узон, олед, поонхон, хамниган, хангад, хар намяд, хатагин, хирид, шарнууд, чонос); в Дорнодском аймаке большинство составляют агинские буряты (роды: цагаан, галзууд, бодонгууд, шарайд, хальбин, худай, гучид, батнай, харгана, кроме них, шонос, буурал, абзай, хурамши, олзон, бахи); в Хубсугульском, Булганском аймаках преобладают представители племен хонгодор и булагат (роды: тэртэ, шошоолог, хурхууд, долоод, урянхан, хавхчин, хонгодор, хурхад, уляад, тараач, мормонтонгууд, галзууд, шоно, уляаба, шарнууд (шарануд), хойхо, сартуул). В составе хубсугульских бурят преобладают потомки тункинских бурят, в составе булганских бурят — потомки закаменских бурят.
Сомон Мунгэнморьт Центрального аймака населяют представители трех этнических групп: хориин буриад, агын буриад, сонгоол буриад. В состав сонголов Центрального аймака входят следующие роды: сонгоол ястай, сонгоол буриад, тавангууд сонгоол, ашаавгад сонгоол, сартуул сонгоол, хурумши сонгоол, атаган сонгоол. Кроме этого среди бурят Монголии упоминаются представители родов хондо, хорчид, а также кости хиад. В Монголии кроме барга (баргад, баргас) зарегистрированы следующие баргутские ветви: баргуджин, баргуты-дархаты, дагуур барга, чавчин барга (чибчин барга), солоон барга, ухэр барга, хунтан барга, баргамууд, баргачуул нар, баргачууд (баргучуул), харгана, сөөхэр, джорон, галзууд, үзөөн, хувдууд (хүвгүүд), шарайд, джалаир, хуасай, авгачуул (авгашуул), гушид, хуйслэг (күйслэг), худай, хурлат, хагшууд, хангин, сээжин, жоргоон, дайртан, еншөөв, цагаан ураг, улиад, бодонгууд, номчин (нумчин), алгуй, хонтой, халвин, авхан, гүжиан, сээрчин. В Монголии проживают носители родового имени с корнем булга: булгадар (Убсунурский аймак), булган (Забханский аймак), булга (Средне-Гобийский аймак), булгад (Хэнтэйский аймак), булгачин (булгачид) и булгач (Южно-Гобийский и Средне-Гобийский аймаки).
Потомки ашибагатов, проживающие на территориях Хубсугульского, Забханского, Архангайского, Булганского, Центрального аймаков Монголии, ныне являются носителями этнонима хариад. В составе хариадов значатся роды: ач хариад, авга хариад, баруун хариад (западные хариады), зуун хариад (восточные хариады), дунд хариад (средние хариады), сахлаг цагаан хариад. Близкими по происхождению к ашибагатам являются роды: абгатууд (авгатууд, awãgãtèŭd), баруун абга, зуун абга, а также собственно абга. Носителями этнонима хариад также являются роды, откочевавшие из Приангарья в XVII в.: шарануд-хариад, проживающие в Булганском аймаке, а также янгуд-хариад, расселенные к северу от Хангая.
Кроме этого бурятское происхождение имеют роды, входящие в состав многих этнических групп Монгольского Алтая и Прихубсугулья, к ним относят роды в составе дербетов: барга (баргас, баргад), шарнууд, булгадар, шарайд (шарагууд, шард), булгад, хурумши; баятов: баргамууд, булгадар, хурамши (хурумши), шарайд, хухнууд, шарнууд; олётов: боролдой; захчинов: хурмаштынхан, мухлайнхан; хотогойтов: буриад, барга, хариад, ач хариад, чивчин барга (чибчин барга), ухэр барга, баргачуул нар; дархатов: буриад, кариад (хариад), маанжраг, хорломай, эрхид, шарнууд; мингатов: барга; басигитов: хухнууд; алтайских урянхайцев: буриад, тунхэн, эрхит; а также в составе этнической группы иргид (иркит): галжан (галзууд) иргид. В состав торгутов входят роды: сартуул, шарнууд, ик шарнууд, бага шарнууд, гучин. На территории сомона Булган монгольского аймака Ховд отмечены роды: булган, сартуул, тэртэ, үжээд, хариад, хонгодор, хорь, шарагчууд, шаргадуул, шарнууд, ик шарнууд, бага шарнууд, гучин. Одна из семи ветвей хубсугульского рода долоон гөрөөчин носит название хориод (хариад). В составе узумчинов отмечены роды: шарнууд, баргачууд (баргучуул), янгаад, буриад, бодонгууд, сартуул, галзуу.